# Bakony–Balaton UNESCO Globális Geopark
A Bakony–Balaton UNESCO Globális Geopark vagy röviden Bakony–Balaton Geopark Magyarország területén, a Dunántúl középső részén elhelyezkedő, 2006-ban alapított geopark. 3244 km2-nyi területe magába foglalja a Bakony és a Balaton-felvidék térségét. Alapító és fenntartó szervezete a Balaton-felvidéki Nemzeti Park Igazgatóság (BfNPI).

## Az UNESCO Globális Geoparkokról általában
A geoparkok elsődleges küldetése a területükön található gazdag földtudományi örökség megőrzése és bemutatása, a helyben élő emberek és közösségek bevonásával, különböző ismeretterjesztő és geoturisztikai programok beindításával. Egy geoparkban számos olyan földtani, felszínalaktani értéket találunk, amely tudományos és oktatási jelentősége, ritkasága, valamint esztétikai értéke miatt egyaránt kiemelkedő. A földtudományi értékek és jellegzetességek mellett egy geopark kiemelt feladata a történelmi, kulturális és ökológiai – tehát az élő természeti – értékek bemutatása és védelme is. A geoparkot irányító szervezet és a partnerei bekapcsolódnak a földtudományi oktatásba és tudományos kutatásokba, valamint a földtudományi értékek kezelésébe is. A fenntartható jellegű geoturizmuson keresztül egy megfelelően nagy kiterjedésű geopark képes a helyi gazdaság fenntartható fejlődését is szolgálni. A geoparkok fontos célja a helyi termékek – ideértve a kézműves termékek vagy biotermesztésű élelmiszerek – népszerűsítése is (pl. geopark termék program meghirdetése), illetve a partnerség révén egy geopark képes a területén élő közösségeket új fejlődési lehetőséghez juttatni. A geoparkok a nemzetközi és a regionális geopark hálózatok tagjaiként élő kapcsolatokat ápolnak társ-geoparkokkal, amely során egymás értékeire és tevékenységre kölcsönösen felhívják a látogatóik figyelmét, illetve közös projekteket is megvalósítanak.
Az UNESCO (az ENSZ Nevelésügyi, Tudományos és Kulturális Szervezete) Földtudományi Tagozata 1997-ben hirdette meg geopark programját, majd 2000-ben jött létre az Európai Geopark Hálózat (European Geoparks Network, EGN). Az UNESCO támogatásával 2004-ben alakult Globális Geopark Hálózat (Global Geoparks Network, GGN) tagjai a 2015. november 17-én megtartott UNESCO közgyűlés döntése alapján UNESCO Globális Geoparkokként működhetnek tovább. Az UNESCO által ezen a napon elfogadott Nemzetközi Földtudományi és Geopark Program (International Geoscience and Geoparks Programme) biztosít kereteket az UNESCO Globális Geoparkok működéséhez és újak létesítéséhez.

## A Bakony–Balaton UNESCO Globális Geopark szervezeti háttere, kihirdetésének rövid története
A Bakony–Balaton Geopark alapító és fenntartó szervezete a Balaton-felvidéki Nemzeti Park Igazgatóság (BfNPI), amelyen belül a Bakony–Balaton Geopark Csoport munkatársai foglalkoznak leginkább a geoparkkal kapcsolatos feladatok elvégzésével, de munkájukat hatékonyan és folyamatosan segítik más szervezeti egységek is (Természetmegőrzési Osztály, Ökoturisztikai és Környezeti Nevelési Osztály, Természetvédelmi Őrszolgálat stb.). Az igazgatóság célja, hogy a szervezet munkájába bevonja a területen működő, illetve élő, a geopark céljaival azonosuló intézményeket, önkormányzatokat, közösségeket, civil szervezeteket, szolgáltatókat és magánszemélyeket, melyek partnerként együttműködnek a geopark szervezetével.

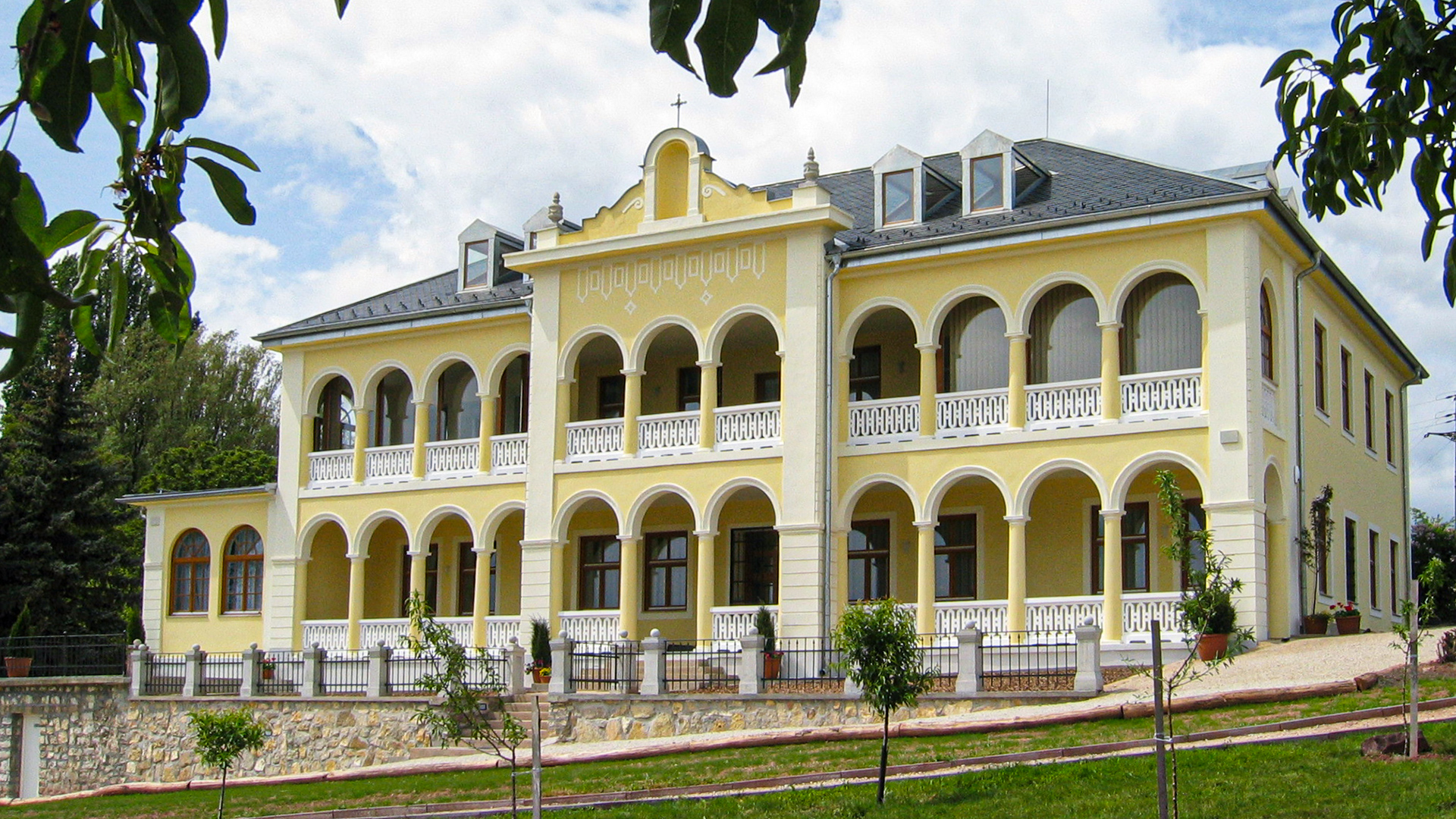
A geoparkot alapító és fenntartó Balaton-felvidéki Nemzeti Park Igazgatóság székháza (Csopak, Kossuth u. 16.)

A Bakony–Balaton Geoparkot a Balaton-felvidéki Nemzeti Park Igazgatóság alapította 2006-ban, a nemzetközi elismerés megszerzése a kezdetektől célja volt az igazgatóságnak. A 2011-ben benyújtott angol nyelvű pályázati dokumentum szerzői ábécérendben: dr. Budai Tamás, dr. Csillag Gábor, Futó János, Knauer Anna, Korbély Barnabás, dr. Kukely György, dr. Ősi Attila, dr. Regenye Judit, dr. Schleicher Veronika és Vers József. A pályázatot első körben befogadták, és a Globális Geopark Hálózat által delegált két külföldi szakértő (a német Claudia Eckhardt és az osztrák Heinz Kollmann) is pozitív véleményt fogalmazott meg itteni értékelő látogatását követően, így a BfNPI képviselői (Puskás Zoltán igazgató, Korbély Barnabás és Knauer Anna) 2012. szeptember 20-án átvehették a nemzetközi szervezet oklevelét a portugáliai Arouca Geoparkban. A Bakony–Balaton Geopark hivatalosan 2013-tól teljes jogú tagja a Globális Geopark Hálózatnak és az Európai Geopark Hálózatnak, 2015 őszén pedig megkapta az UNESCO Globális Geopark címet, amely elismerés azonos értékű a Világörökség, illetve az Ember és Bioszféra programokkal. Minden európai geopark két főt delegál az Európai Geopark Hálózat – döntéshozói jogkörrel felruházott – Koordinációs Bizottságába; e testületben a Bakony–Balaton UNESCO Globális Geopark állandó delegáltjai 2013-tól Puskás Zoltán BfNPI igazgató és Korbély Barnabás, a BfNPI Bakony–Balaton Geopark Csoportjának vezetője.
A Balaton-felvidéki Nemzeti Park Igazgatóság csopaki székhelyén 2016. március 31-én alakult meg a Magyar Geopark Bizottság, melynek célja, hogy a jelenleg két hazai UNESCO Globális Geopark és a jövőbeni új geoparkok munkáját, együttműködését támogassa, tevékenységüket népszerűsítse. Jogutódja, a Geopark Magyar Nemzeti Bizottság az UNESCO Magyar Nemzeti Bizottságról szóló 299/2021. (VI. 1.) Kormányrendelet alapján az UNESCO Magyar Nemzeti Bizottság (UMNB) állandó szakbizottságaként működik. A bizottság további feladata, hogy az UNESCO Globális Geopark címre pályázó geopark szervezetek jelentkezési anyagát véleményezze, és az általa elfogadott pályázatokat az UNESCO Magyar Nemzeti Bizottságnak felterjessze, ahonnan további elbírálásra küldik a nemzetközi szervezet központjába.
Magyarországon 2022-ben két UNESCO Globális Geopark működött: a Bakony–Balaton UNESCO Globális Geopark, illetve a magyar–szlovák határon átnyúló Novohrad–Nógrád UNESCO Globális Geopark (alapítás éve: 2010).

## A Bakony–Balaton UNESCO Globális Geopark általános ismertetése
A Bakony–Balaton UNESCO Globális Geopark (rövidített nevén: Bakony–Balaton Geopark) területe a Balaton-felvidék és a Bakony térségében található. Az országos jelentőségű védett természeti területeket illetően a Kis-Balaton tájegység kivételével magában foglalja a Balaton-felvidéki Nemzeti Park területét, a Magas-bakonyi Tájvédelmi Körzetet, a Somló Tájvédelmi Körzetet, 20 természetvédelmi területet és 10 természeti emléket (utóbbiak mindegyike földtani alapszelvény).

### Tájegységek
A Dunántúl közepén található geopark területén négy nagytáj találkozik egymással, ezért nagy fokú földrajzi és biológiai sokszínűség jellemzi. Északon a Dunántúli-középhegység, délen a Dunántúli-dombság, keleten az Alföld és nyugaton a Kisalföld nyúlik be területére, köztük a Balaton húzódik. A geopark területének meghatározó részét a Bakonyvidék képezi, melynek jelentősebb kistájai: Pápai-, valamint Devecseri-Bakonyalja, Öreg-Bakony, Bakonyi kismedencék, Keleti-Bakony, Veszprém–Devecseri-árok, Vilonyai-hegyek, Kab-hegy–Agártető-csoport, Veszprém–Nagyvázsonyi-medence, Balaton-felvidék és kismedencéi, Badacsony–Gulács-csoport, Tapolcai-medence, Sümeg–Tapolcai-hát, Tátika-csoport, Keszthelyi-fennsík. A Bakony és egyben a geopark legmagasabb pontja a Kőris-hegy (709 m), a legalacsonyabb pedig a Balaton víztükre (104 m).

### Éghajlat
A tájegységek változatos földrajzi viszonyaihoz hasonlatosan különféle éghajlati hatások keverednek a geopark térségében. Váltakozó intenzitással jelen van a Kárpát-medence nagy részére jellemző száraz, meleg, illetve télen hideg kontinentális klíma. Ezt módosítja az északnyugatról érkező – nedves hűvös nyarat és enyhe telet biztosító – atlanti légtömeg, valamint délnyugatról, az Adriai-tenger felől érvényesülő mediterrán hatás. Utóbbi a téli időszakban több csapadékot hoz, nyáron száraz forróságot okoz. Az évi középhőmérséklet 9,8–10,2 °C közötti, de a magasabban fekvő területeken ennél valamivel alacsonyabb. A nyári hőmérsékleti maximumok sokévi átlaga 33,5 °C, a hegycsúcsokon 33 °C alatti, a téli minimumok -15,0 és -16,0 °C közé esnek. Az évi csapadékmennyiség 670–720 mm, ebből a nyári félévben 400–430 mm hull.

### Vízrajz

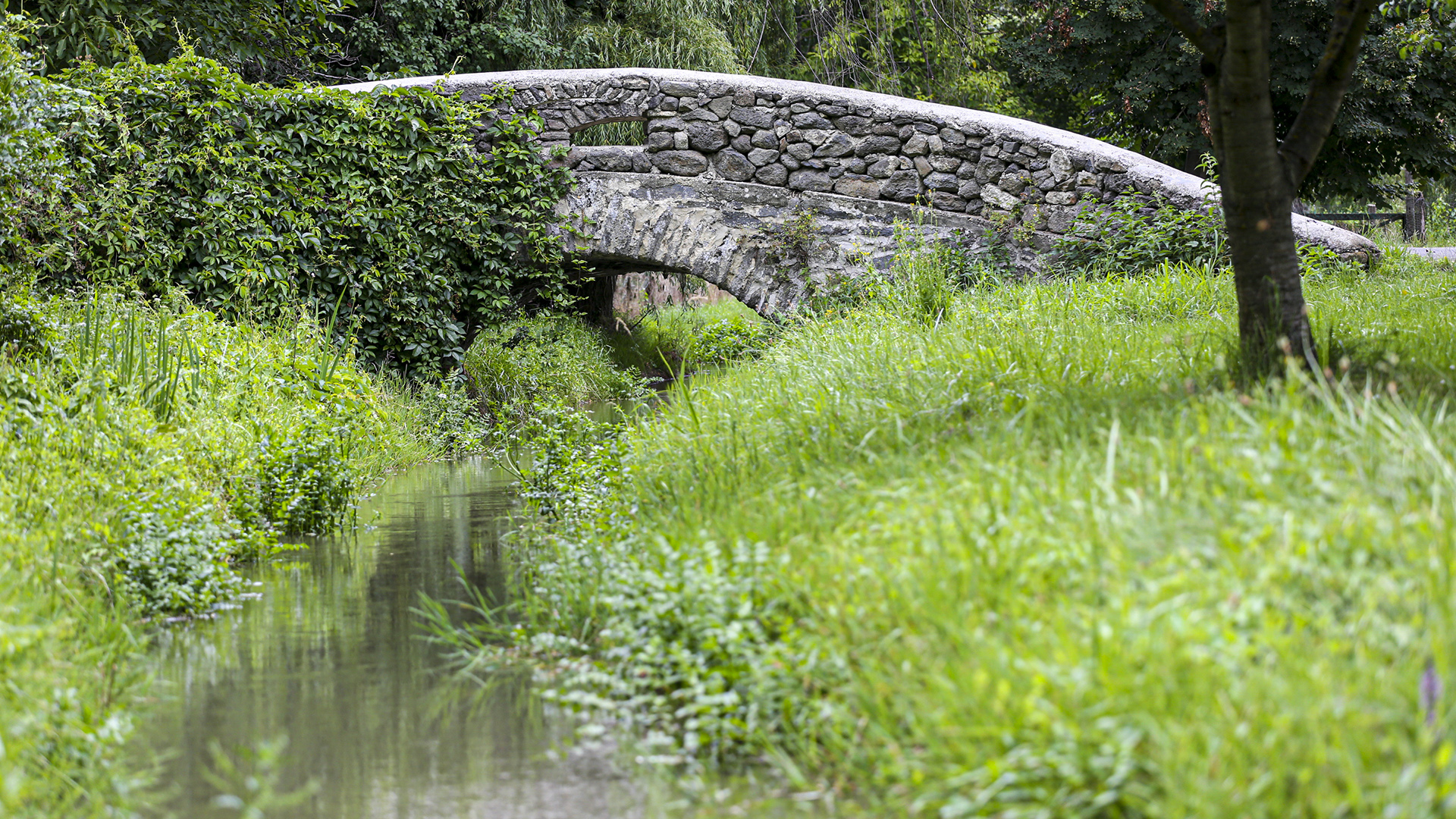
Az Eger-patak a kapolcsi Kalapos-hídnál.

A terület kiemelt, szigetszerű jellege miatt minden égtáj felé indulnak patakok. Zirctől, a Dunába folyik a Cuha, északnyugatra a Gerence, keletre – a Móri-árokba – a Gaja, míg néhány időszakos patak délre tart. Herendtől kelet felé halad a Bakony egyik legnagyobb patakja, a Sárvízbe ömlő Séd (a helyben lakók sédeknek nevezik az elsősorban karsztos eredetű források vizét, melyek nagy esésű, rövid völgyek, gyors folyású patakjaiként főként a Balatonba ömlenek). Nyugat felé a Torna-patak vezeti el a vizeket a Marcal folyóba. A Déli-Bakony vizeit a Vázsonyi-séd gyűjti össze, mely az Eger-vízben folytatódva a Tapolcai-medencén keresztül jut a Balatonba.
A térség hegyvidéki területeit túlnyomórészt mészkő és dolomit alkotja, így a geopark jelentős karsztvíztömeget és karsztos területeket tudhat magáénak. A karsztvíz egy része nagy mélységbe süllyedve felmelegszik, és több ezer év után termálvízként vagy langyos forrásként bukkan újra felszínre. Érdekesség, hogy a feltörő magasabb hőmérsékletű források, „meleg vizek” szláv elnevezése (toplica) számos magyar településnévben fennmaradt a térségben is (Tapolca, Tapolcafő). Több nagy hozamú karsztforrás vize sédként közvetlenül a Balatonba ömlik (pl.: Aszófői-séd, Lovasi-séd, Örvényesi-séd, Szőlősi-séd). Az állóvizek közül a legnagyobb a Balaton, melyet elsősorban a nyugatról érkező Zala folyó táplál, lefolyása mesterséges, a Sió-csatorna révén. Említésre méltó még a gyógyhatása miatt világhírű Hévízi-tó, illetve a Kornyi-tó, valamint a bazalthegyek tetején a tucatnyi apró – és esetenként csupán időszakos – tavacska.

### Földtani felépítés

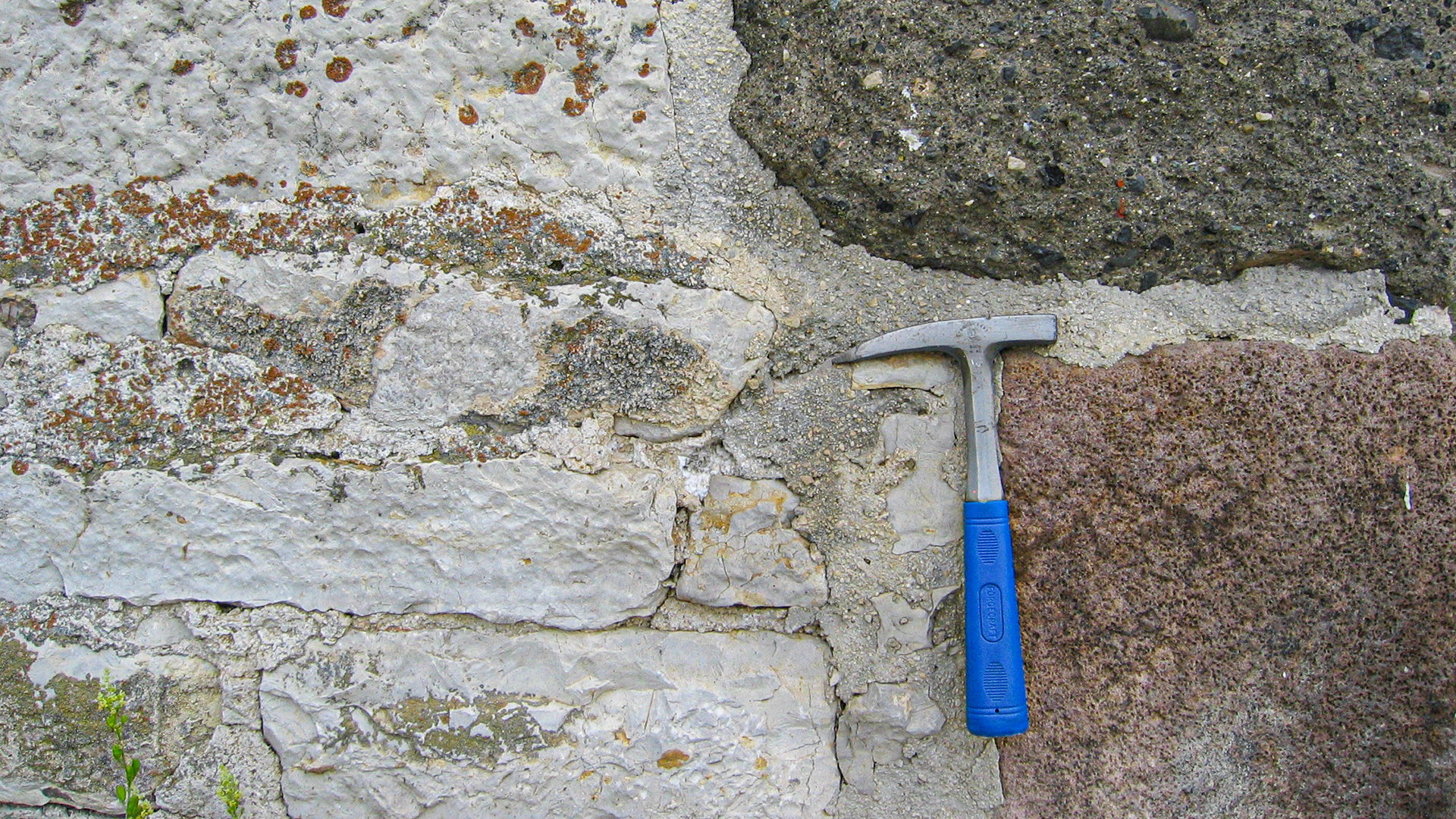
A felsődörgicsei templomrom falának részlete jól illusztrálja a terület geodiverzitását (földtudományi sokféleségét).

A Bakony és az egész Dunántúli-középhegység földtani felépítése jelentősen eltér környezetétől. A földtani kutatások alapján a Dunántúli-középhegység igen nagy léptékű mozgások során jutott jelenlegi helyére, az Alpokban feltételezett eredeti környezetéből. A geopark területén található kőzetek fő tömegét a különböző földtörténeti korokban mintegy 2,5–3 km vastagságban lerakódott üledékes kőzetek, mészkő és dolomit alkotják. Az átalakult (metamorf) kőzetek elterjedése kifejezetten alárendelt, a magmás kőzetek elterjedése pedig viszonylag alárendelt, ám utóbbiak megjelenésükben annál jelentősebbek: a geopark területén található a kb. 8–2,5 millió évvel ezelőtt keletkezett (miocén–pliocén), a térség arculatát erősen meghatározó Bakony–Balaton-felvidék vulkáni mező jelentős része. Két, mára erősen erodálódott egykori tűzhányó kontúrja, a Badacsony és a Tóti-hegy a geopark logójában is megjelenik.

### Földtudományi örökség, meghatározó kőzetek, tájegységek, geohelyszínek
A Bakony–Balaton UNESCO Globális Geopark különleges és rendkívüli változatosságban megjelenő földtani adottságokkal rendelkezik. Az alig több mint 100 km hosszú és mintegy 50 km széles geopark kőzetei, ősmaradványai és geomorfológiája mintegy 440 millió év geológiai folyamatainak hatását sokszínűen tükrözik: a terület geodiverzitása (földtudományi sokfélesége) nemzetközi összehasonlításban is kiemelkedő, amit jól illusztrál az itt megtalálható földtani képződmények magas száma is (172 db).
- A geopark területén, Balatonfőkajáron tanulmányozható a Dunántúl legidősebb felszínen megtalálható metamorf kőzete, a kvarcfillit (ordovícium–szilur időszak).
- A Balaton-felvidék egyik jellegzetes, és széles körben felhasznált építőkövét, az egykori folyók ártéri üledékeiből képződött vörös permi homokkövet számos helyen láthatjuk; a balatonalmádi Köcsi-tó partján kiépített tanösvényen vagy az alsóörsi Vöröskő tanösvényen, tájrendezett kőfejtőkben ismerhető meg az a félsivatagi ősföldrajzi környezet, amelyben kialakult ez a kőzet (Balaton-felvidéki Homokkő).
- A (felső-triász) Füredi Mészkövet a Balatonfüred határában meglátogatható Lóczy-barlangban is megcsodálhatjuk, a látványosan rétegzett kőzet felületén a feláramló hévizek szép oldásformákat, gömbüstöket hoztak létre.
- A Tihanyi-félsziget hazánk elsőként (1952-ben) kihirdetett tájvédelmi körzete, illetve itt található az első hazai tanösvény, az id. Lóczy Lajos geológusról elnevezett, földtudományi értékeket bemutató sétaút.[18] A Balaton-felvidéki Nemzeti Park részét képező terület 2003 óta a megtisztelő Európa Diploma cím birtokosa is. Az elismerés elnyerésében döntő tényezők voltak a változatos formában megjelenő földtani, vulkanológiai és felszínalaktani (geomorfológiai) értékek, amelyek a félsziget egészének tájképét is meghatározzák. Nyolc millió éve (a késő-miocénben) itt vette kezdetét a Bakony–Balaton-felvidéki vulkanizmus első markáns szakasza. A félszigeten számos helyen kitűnően tanulmányozhatóak a feltáruló vulkáni rétegek (pl. a Kis-erdő-tető és a Barátlakások látványos sziklafalain). A Belső-tó partján található a Levendula Ház Látogatóközpont[19] – egyben a Bakony–Balaton Geopark keleti kapuja –, amelynek interaktív kiállítása egyebek mellett a félsziget földtani-vulkanológiai történetét is feldolgozza.
- A Pécselyi-medence és környéke a hangulatos falvak és a Balaton-felvidékre oly jellemző szőlőhegyek tája. A medence északi peremén található a kevéssé ismert Zádor-vár, ahonnan páratlan módon, a Tihanyi-félsziget tengelyében tekinthetünk rá a Balaton medencéjére. Szomszédságában található a kisdörgicsei Kő-hegy sajátos hangulatú karrmezeje (más néven ördögszántás: barázdákkal szabdalt karsztos kőzetfelszín).
- A Káli-medence peremén található kőtengerek – eredetileg könnyen pusztuló – pannon kőzetanyagát kovás oldatok cementálták össze, így az idővel elhordódott homokos-kavicsos üledékekkel ellentétben ezek a kőzettömbök ellenállóbbakká váltak az eróziós folyamatokkal szemben, így láthatóak mai is. A medence keleti peremén, Monoszló határában a Hegyestűnél található a 2020-ban megújult Hegyestű Geológiai Bemutatóhely,[20] ahol nem csupán a különleges megjelenésű hegy oszlopos elválású bazaltfalát – illetve a csúcsról nyíló pazar kilátást – csodálhatjuk meg, de egy izgalmas, interaktív vulkanológiai tárlat is megtekinthető, illetve a Dunántúli Regionális Kőparkban megismerhetjük a tágabb térség legjellegzetesebb kőzeteit is. A Káli-medence vulkáni értékeit az innen induló (piros T jelzésű) Tűz útja tanösvényen[21] keresztül járhatjuk be.
- A geopark talán legszélesebb körben ismert, emblematikus tája a Tapolcai-medence annak vulkáni tanúhegyeivel (Badacsony, Szent György-hegy, Csobánc stb.). A sok helyen (ún. maarokat létrehozó) freatomagmás robbanásos vulkanizmust jobbára csendesebb – lávaszökőkutakat, salakkúpokat létrehozó –, de leggyakrabban lávaöntő működés követte. A későbbiekben megindult a térség tektonikus kiemelkedése, illetve a változó éghajlatnak megfelelő külső felszínformáló erők munkája révén a változatos vulkáni képződményekkel nem fedett területekről a lazább üledékek elhordódtak, így kialakult a Tapolcai-medence jellegzetes, „megszelídült” tanúhegyekkel tagolt mai képe (fontos tehát hangsúlyozni, hogy egykori vulkánok eróziós roncsait látjuk ma a tájban). A Tapolcai-medence nem csupán a bazaltorgonák hazája, de egyben igen gazdag botanikai és kultúrtörténeti emlékekben is: előbbiekre példa a cselling és a buglyos kőtörőfű; az utóbbiakra a középkori várromok, az öreg présházak és magányosan álló kápolnák. A szigligeti vártól induló Kamon-kő tanösvény[22] elsődleges célja mindezen értékek, illetve az évezredes szőlőkultúrához kapcsolódó örökség komplex bemutatása, de a Badacsony és a Szent György-hegy vulkanizmusát is tanösvények mutatják be („Bazaltorgonák”, illetve „Tűzgyűrű” néven).
- A Tapolca városa alatt kanyargó barlangrendszer – melynek felmért hossza közel 14 km – méltán legismertebb része a Tapolcai-tavasbarlang, amelynek 270 méteres bejárati szakasza csónakázással egybekötött látogatása különleges élmény. A Bakony–Balaton UNESCO Globális Geopark nyugati kapujában 2012-ben megnyílt Tapolcai-tavasbarlang Látogatóközpont[23] interaktív kiállításában külön Geopark-terem található.
- A Keszthelyi-hegységben csupán kis foltokban előforduló felső-triász mészkőben kialakult, cseppkövekben gazdag Csodabogyós-barlang[24] egy része, valamint a 8-as főút közelében fekvő község határában található Szentgáli-kőlik[25] overallos túrák formájában a nagyközönség számára is látogatható.
- Több olyan országos jelentőségű természetvédelmi terület (TT) található a geopark területén, amely kimondottan a földtudományi értékei miatt került oltalom alá:
  - A Nyirád melletti Darvas-tó lefejtett bauxitlencse természetvédelmi terület:[26] a fosszilis trópusi karsztformák egyik legtípusosabb hazai előfordulása, mely kitűnően szemlélteti a karsztbauxitok települési viszonyait;
  - A Déli-Bakonyban Úrkúton található Úrkúti-őskarszt természetvédelmi terület[27] különleges sziklavilága a ritka paleokarsztos formakincs változatos és hazai viszonylatban egyedülálló méretű feltárása;
  - Várpalota belterületén található egy különleges geológiai érték, a Várpalotai homokbánya természetvédelmi terület,[28] mely szakvezetéssel megtekinthető. Üledékrétegei bemutatják az egykori miocén szubtrópusi tengerpart rétegződési viszonyait és az egykori gazdag puhatestű fauna maradványait;
  - A Sümegi Mogyorós-domb természetvédelmi terület[29] egykori tűzkő fejtőjét a magányos mészkőkúpon álló sümegi vár közelében találjuk, amely a neolitikum kori ősember által létesített egyik legidősebb bánya hazánkban. Központi részén található a kiemelkedő tudományos jelentőségű földtani feltárás: a Mogyorós-dombi geológiai alapszelvény.[30]
- A hegység „fővárosában”, Zircen működő Bakonyi Természettudományi Múzeum[31] kiállítása igen nagy hangsúlyt fektet a Bakony és tágabb környezete − így a geopark – földtani örökségének bemutatására is. Őslénytani tárlatában egyebek mellett megtekinthető a 2006-ban Csajág mellett feltárt két gyapjas mamut kiegészített és talpra állított csontváza, illetve az a mintegy 3,5–4 millió éves ősorrszarvú lelet, mely a pulai alginitbányából került elő.
- Ajka határában található a bányászati múzeum,[32] amely jelentős őslénytani és ásványgyűjteménnyel is rendelkezik.
- A Magas-Bakonyban 85–90 millió éves (késő-kréta korú) gerinces leletegyüttes került elő, melynek jelentőségét nem csupán az adja, hogy Magyarország területén eddig kizárólag itt találtak dinoszauruszokat, de a páncélos dinoszauruszok itteni maradványainak mennyisége jóval meghaladja az összes egyéb európai lelőhelyét. Az iharkúti lelőhely[33] évente egyszer, a DinoExpo rendezvényen[34] a nagyközönség számára is megtekinthető.
- A Tési-fennsík (Keleti-Bakony) és környezete különösen gazdag a különböző karsztos jelenségekben. Említésre méltóak a barlangok, víznyelők, vagy éppen a Római-fürdő mellett a Tés határában álló két muzeális szélmalom[35] is.

### Biodiverzitás

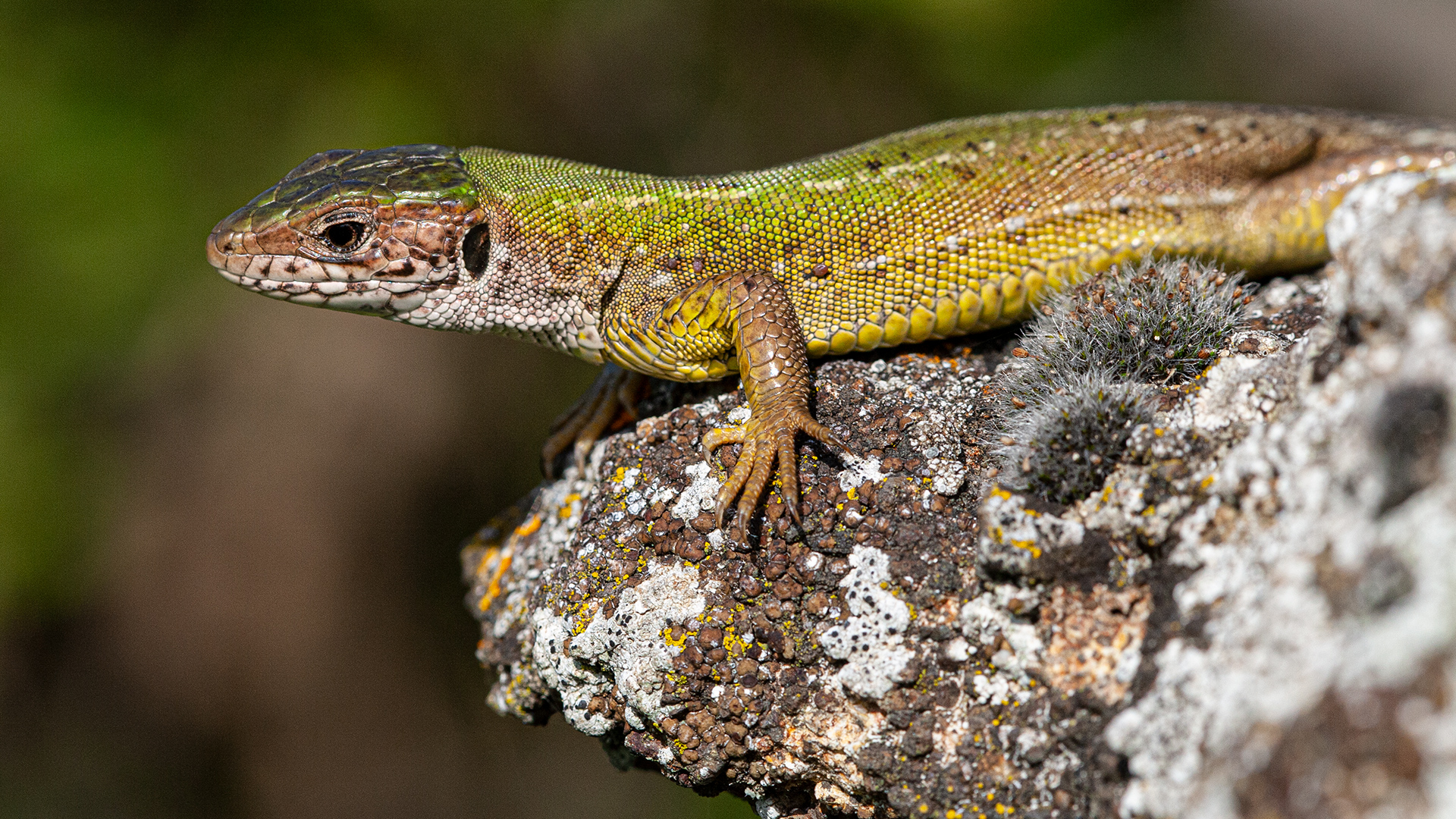
Zöld gyík (Lacerta viridis) napozik a Tihanyi-félsziget egyik bazalt lapillikő szikláján (Nyereg-hegy).

A Bakony–Balaton UNESCO Globális Geopark területe az élővilág szempontjából is Európa egyik legváltozatosabb része. Az élőhelyek egészen rendkívüli összetettsége és mozaikossága, az itt előforduló fajok nagy száma több tényező együttes eredménye.
Európának ezen a részén találkozik egymással a kontinentális, az atlanti és a mediterrán klíma, melynek eredményeként mindhárom klímaterületről számos jellemző növény- és állatfaj él itt. A geológiai és geomorfológiai változatosság tovább színezi a képet: a különböző alapkőzeteken, más-más vízhatásnak kitéve igen sokféle talajtípus alakult ki, s a különböző talajokon a hozzájuk alkalmazkodott jellegzetes növényzet él. A geopark területén előfordul számos vizes élőhely, pl. a Tihanyi-félsziget – kizárólag csapadékvízből táplálkozó – krátertavai, vagy a Káli-medencében található, karsztvízből feltöltődő Kornyi-tó. A gyékénnyel és náddal borított, helyenként erősen mocsarasodó tavak jellegzetes hüllőfaja a mocsári teknős, nádasaik jellemző költőmadarai a nagytestű gémfélék, a nagy kócsag, a vörös gém és a bölömbika. Azokon a területrészeken, ahol a vízborítás már csak az év egyes szakaszaiban jelenik meg, láprétek és mocsárrétek tenyésznek. Magyarországon már csak a Káli-medence és a Tapolcai-medence láprétjein élnek a lisztes kankalin jégkorszakok idejéből máig fennmaradt állományai.
A szárazabb élőhelyek irányába haladva a hegyvidéken, főként a Bakonyban erdőket, míg a dombvidéki és síksági jellegű területeken réteket és legelőket találunk. A Bakony legmeghatározóbb erdei középhegységi bükkösök és kocsánytalan tölgyesek. Különösen értékesek a sziklás gerinceken, kőzetkibúvásokon kisebb foltokban megtalálható sziklai erdők, törmeléklejtő erdők, a délies, meleg és száraz lejtőkön élő molyhos tölgyesek, vagy a szűk völgyekben élő szurdokerdők. Az erdők közé ékelődő kis, természetes gyepfoltok különleges és ritka lakója például a Tátikán élő fűrészlábú szöcske.
A Balaton-felvidék és a Bakony vonulatainak déli oldalán széles sávban húzódik végig a Kárpát-medence egyik legértékesebb élőhelyének, a molyhos tölgyes bokorerdőknek a régiója. A fás vegetáció lombkoronaszintje itt a meleg és száraz termőhely miatt már nem képes összezáródni, a fák, facsoportok cserje és szárazgyep foltokkal alkotnak mozaikot. Talajlakó orchideák számos fajának élőhelye ez a terület. A legszélsőségesebb helyeken, különösen a dolomitfelszíneken, ahol az alapkőzet miatt a talajképződés rendkívül lassú, már a gyep sem képes összefüggő talajtakaróvá válni: ez a nyílt sziklagyepek különleges, végletekig specializálódott fajokból álló világa.

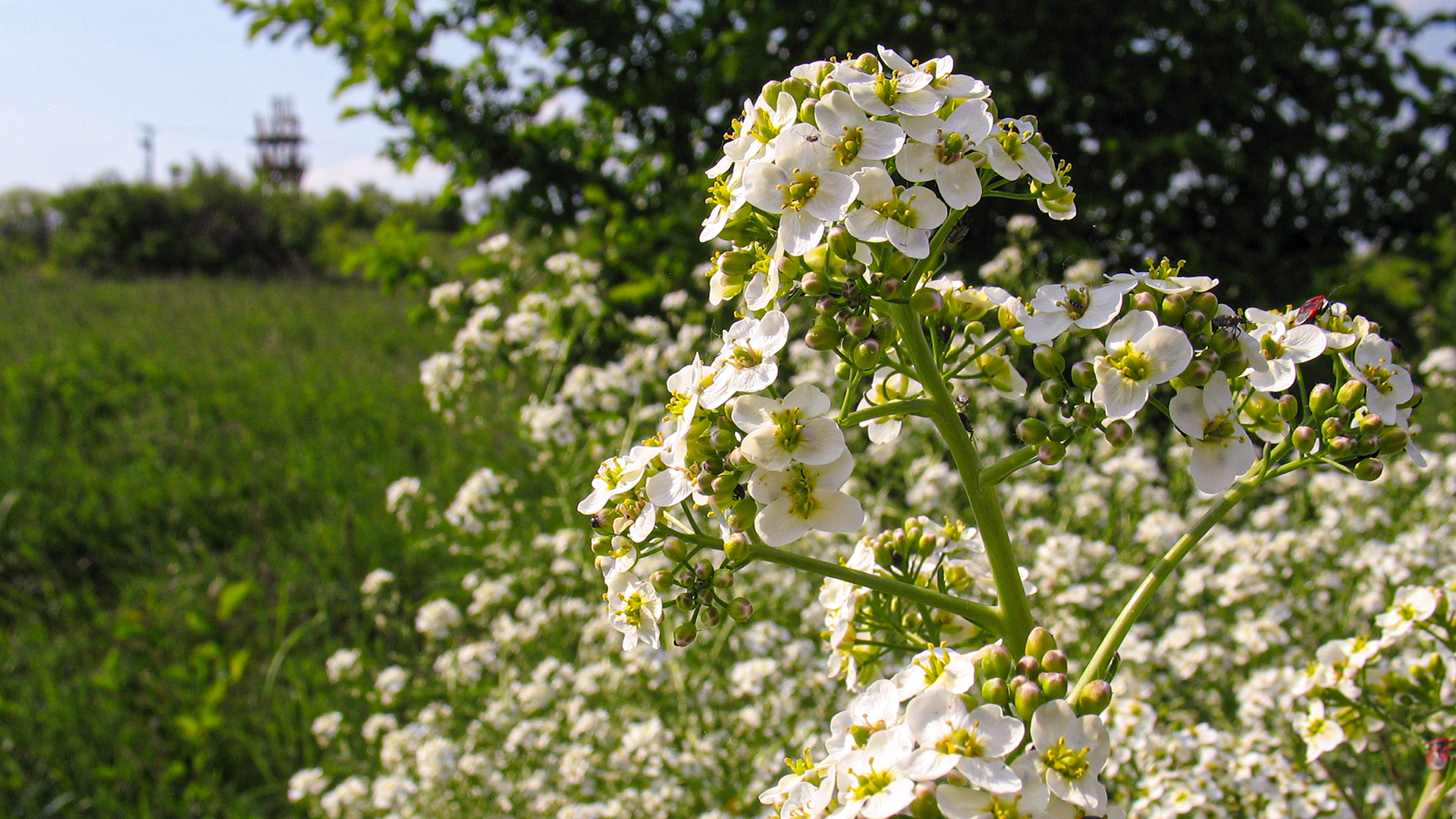
Fokozottan védett tátorján (Crambe tataria) a Balatonkenesei tátorjános természetvédelmi területen.

Jelentős állománya él a geopark keleti részében a löszhöz kötődő és rendkívüli módon megritkult, fokozottan védett tátorjánnak. A Kárpát-medencében már csak néhány kisebb populációja él, s ezek legnagyobbika éppen a balatonkenesei partfal (mely a közvélekedéssel ellentétben csekély mértékben lösz, javarészt pannon üledék) tetején. Nemcsak növények, hanem állatfajok is választják ezeket a különleges élőhelyeket: a pannon üledékbe, illetve löszbe vájt üregekben költ a gyurgyalag és a parti fecske, a Balaton-felvidék és a Bakony kiemelkedő szikláin, egykori kőbányáinak falán hollók, vándorsólymok és uhuk találnak fészkelőhelyet.
Az ember jelenléte az elmúlt évszázadokban változatos adottságok sokrétű és mozaikos használatot eredményezett. A legelő állatokhoz, az extenzív gyümölcsösökhöz a növény- és állatvilág jelentős része alkalmazkodott: egyes fajok eltűntek vagy visszaszorultak, mások állománya megerősödött. Néhány helyen új fajok jelentek meg, mint a mediterrán származású levendula a Tihanyi-félszigeten. A behurcolt vagy betelepített növények és állatok egy része mostanra az élő rendszerek szerves része lett, mások ma is és a jövőben is sok problémát jelentenek agresszív terjeszkedésükkel.

### Népesség
A 2019. évi statisztikai adatok szerint a geopark 151 településen 316 477 ember élt, a legkevesebb lakója Óbudavárnak (41 fő), a legtöbb a megyeszékhely Veszprémnek volt (59 738 fő). A területen igen sok a kistelepülés: 90 faluban kevesebb mint 1000 ember él. Mindössze 11 településen élnek 5000 főnél többen, és 10.000-nél több lakossal is csupán 6 város rendelkezik.
A sok kistelepülés, a ritkán lakott középhegységi tájak miatt a geopark területének átlagos népsűrűsége (kb. 80 fő/km2) alacsonyabb, mint az országos érték (105 fő/km2). A legritkábban lakott területeket a Magas-Bakonyban találjuk (4–6 fő/km2), de több olyan, mindössze 10–15 fő/km2 népsűrűségű terület is van (pl. a Káli-medencében), amely csupán néhány kilométerre fekszik a Balaton partjától.
Sajátságos jelenség, amikor felújított, nádtetős parasztházak már nem a helyben lakóké, hanem városi értelmiségiek nyaralóiként funkcionálnak, ez legszembetűnőbb a Káli-medence településein, de más – elsősorban Balaton-felvidéki, alárendelten bakonyi – településeken is jellemző. Ez egyben jelenti a fogyatkozó helyben élő lakosság tényét, mindemellett gyakran megmentve ezzel egy-egy települést (legalábbis annak épített örökségét). Veszprém városa, kiterjedt szolgáltatásai és exportorientált ipara mellett gazdag földtudományi öröksége miatt is említést érdemel (a triász Fődolomit, a Veszprémi Márga látványos feltárásai, a Séd szurdokvölgye, a méltán híres kavicsfogú álteknős Placochelys placodonta paleontológiai lelete stb.).

## Történelem, kultúrtörténet

### A Római Birodalom terjeszkedése előtti időszak
Bár a geopark területén már mintegy 70–80 ezer évvel ezelőtt megjelent az ember, a őskőkorszak időszakából egyelőre igen kevés lelőhelyet ismerünk (lovasi festékbánya, bakonyi barlangok). Több nyomot hagytak maguk után az újkőkor és a bronzkor vadászó, majd földművelő közösségei, amelyek erődítéseket emeltek, több kőbányát nyitottak, illetve (elsősorban kőeszköz-) iparuk volt. A bányák közül kiemelkedő jelentőségre tett szert a szentgáli Tűzköves-hegy kovanyersanyag-lelőhelye, amelynek az akkori csúcstechnológiát képviselő pattintott darabjai akár a mai Németalföldig is eljutottak. Az újkőkorszaki megtelepedés fő területe mégsem a Bakony volt, hanem a sokkal kedvezőbb klímájú Balaton-felvidék és Sümeg környéke, valamint a Balaton keleti medencéje. A későbbi kultúrák, így a hódító rómaiak is a Balaton-felvidéket, és a nyíltabb, enyhébb éghajlatú területeket (pl. a Somló közvetlen környékét) részesítették előnyben.

### A római hódításól a kora-újkorig tartó időszak
A táj későbbi civilizációs fejlődésére a legnagyobb hatást a kereszténység elterjedése előtti időszakban kétségkívül az 1. századi római hódítás gyakorolta. E magas színvonalú kultúra máig látható nyomokat hagyott a tájképen is (halomsírok Inotán, a katonai erőd falmaradványai Fenékpusztán, vagy a templomok falába épített faragott sírkövek). A geopark római emlékei közül a legrangosabb az a feltárt villagazdaság, amelynek maradványai ma is láthatóak a Nemesvámoshoz tartozó Balácapusztán, a Baláca régészeti bemutatóhelyen.
A római kultúra honosította meg a térségben a mediterrán típusú szőlőtermesztést és a kőépítkezést. Az első századaitól kezdve a helyben kitermelt és megmunkált mészkő és a vörös homokkő lett a rangosabb lakóépületek, utak, hidak, völgyzáró gátak és sírépítmények alapanyaga.
A Dunántúl egész középső területe királyi birtok és kedvelt vadászterület volt a középkorban, Veszprém vára pedig a királynék központjának számított. A Veszprémben székelő püspökség hatalmas kiterjedésű egyházmegyét felügyelt, amelyben kiemelkedő szerep jutott az első magyar királyi alapítású bencés és cisztercita rendházaknak (Tihany, Bakonybél, Monostorapáti, Zirc), és az egyetlen magyar szerzetesrend, a pálosok kolostorainak (Nagyvázsony, Salföld, Sáska, Uzsa stb).

### Az oszmán-török hódítás végétől napjainkig tartó időszak

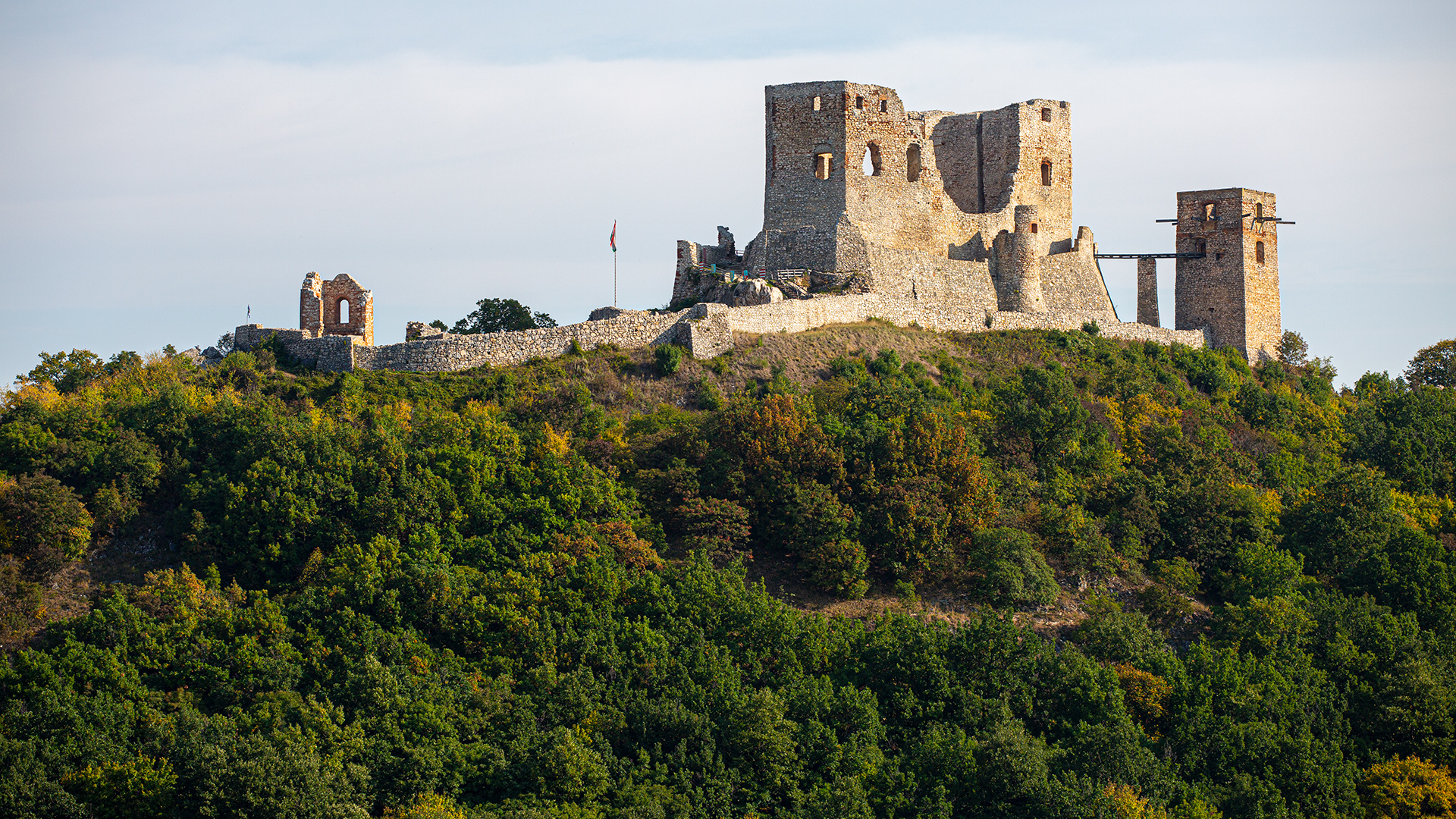
A cseszneki vár

A táj virágzó középkori kultúrájának az oszmán-török hódítás vetett véget. A geopark területe a függetlenségéért küzdő királyi Magyarország határán állt. A harcokban a főszerep Veszprémnek és Palota várának (Várpalota), valamint a meredek oldalú vulkanikus hegyeken kiépített váraknak jutott, amelyek romjai ma is láthatóak (Csobánc, Szigliget, Tátika, Somló stb.).
A törökök kiűzését követően az elnéptelenedett területeket a Balaton környékének nyíltabb, lankásabb vidékén a környező területekről ideszivárgó protestáns lakosság népesítette be. A Bakony rengetegébe jobbára katolikus német és szlovák telepesek költöztek, tovább erősítve ezzel a két földrajzi kistáj kulturális különbségeit.
A geopark területén lévő települések életében nagy változásokat hozott a 19. század vége és a 20. század eleje: a Bakonyban és a Balaton-felvidéken megkezdődött a nagyipart kiszolgáló bányászat (kőszén, mangánérc, kő, bauxit); a part menti településeken pedig erőteljes fejlődésnek indult a reformkor idején megjelenő, és a második világháború után már a Balaton térségének mindennapjait alapvetően meghatározó turizmus.

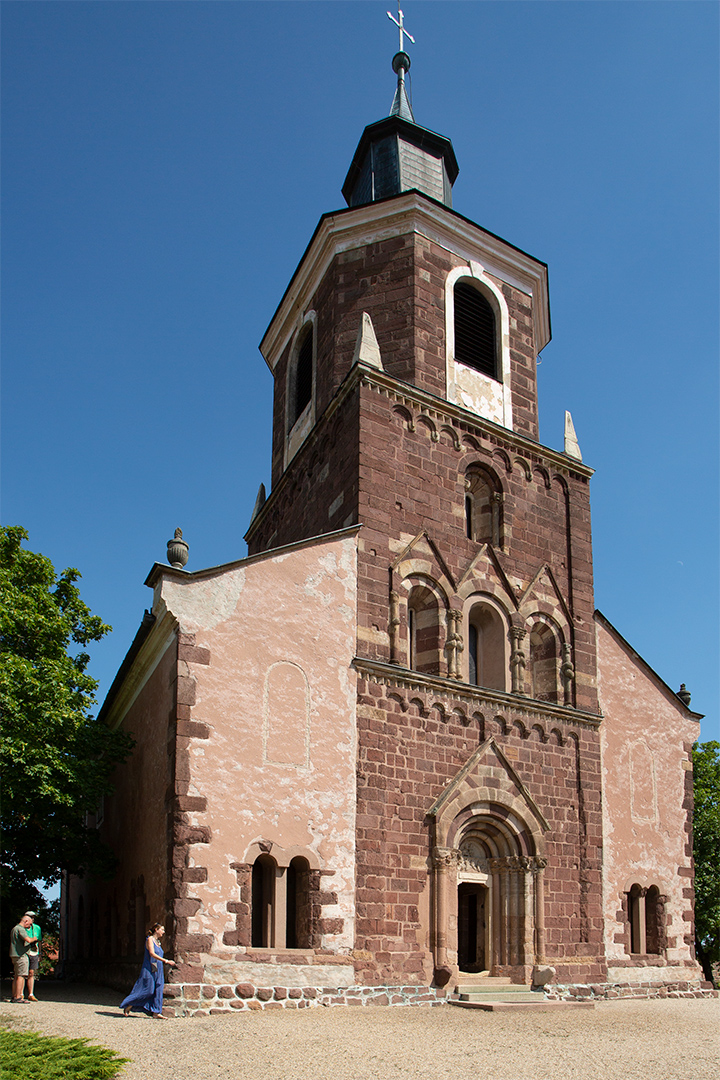
Felsőörs, prépostsági templom.

A 20. században kiteljesedő, és a század végére csaknem teljesen elhaló bányászat (a Balaton-felvidéken, így a geopark területén ma is találunk aktív – elsősorban kő – bányákat) a geopark területét kitevő térség nagy részén jelentett megélhetést. A két legjelentősebb nyersanyag (kőszén, bauxit) bányászatának megszűnése nagyon komoly válságot okozott az érintett települések életében, amelyet többük még azóta sem hevert ki. Jelentős környezeti károkat is okozott a bányászat: a karsztvízszint alatt lévő nyersanyagok kitermelése érdekében évtizedeken keresztül szivattyúzták a karsztvizet szerte a Dunántúli-középhegység területén, mely az egész karsztvidék sorsát befolyásolta: források apadtak el, patakok váltak szárazzá, kiszáradt a Tapolcai-tavasbarlang és a Hévízi-tó sorsa is megpecsételődni látszott. A mélyművelésű bányászat miatt több település közvetlen környezete ma is életveszélyes a felhagyott tárók és aknák okozta omlásveszély miatt. A külszíni fejtések jelentős tájsebeket is okoztak, melyek ironikus módon több helyütt védett területként és geohelyszínként újjászületve bepillantást adnak a térség földtörténetébe (Hegyestű, Darvas-tó, Úrkúti őskarszt). A mélyművelésű bányászat megszűntével a karsztterületek – és közvetetten a térség – vízháztartása kezd helyreállni.

### Kulturális örökség

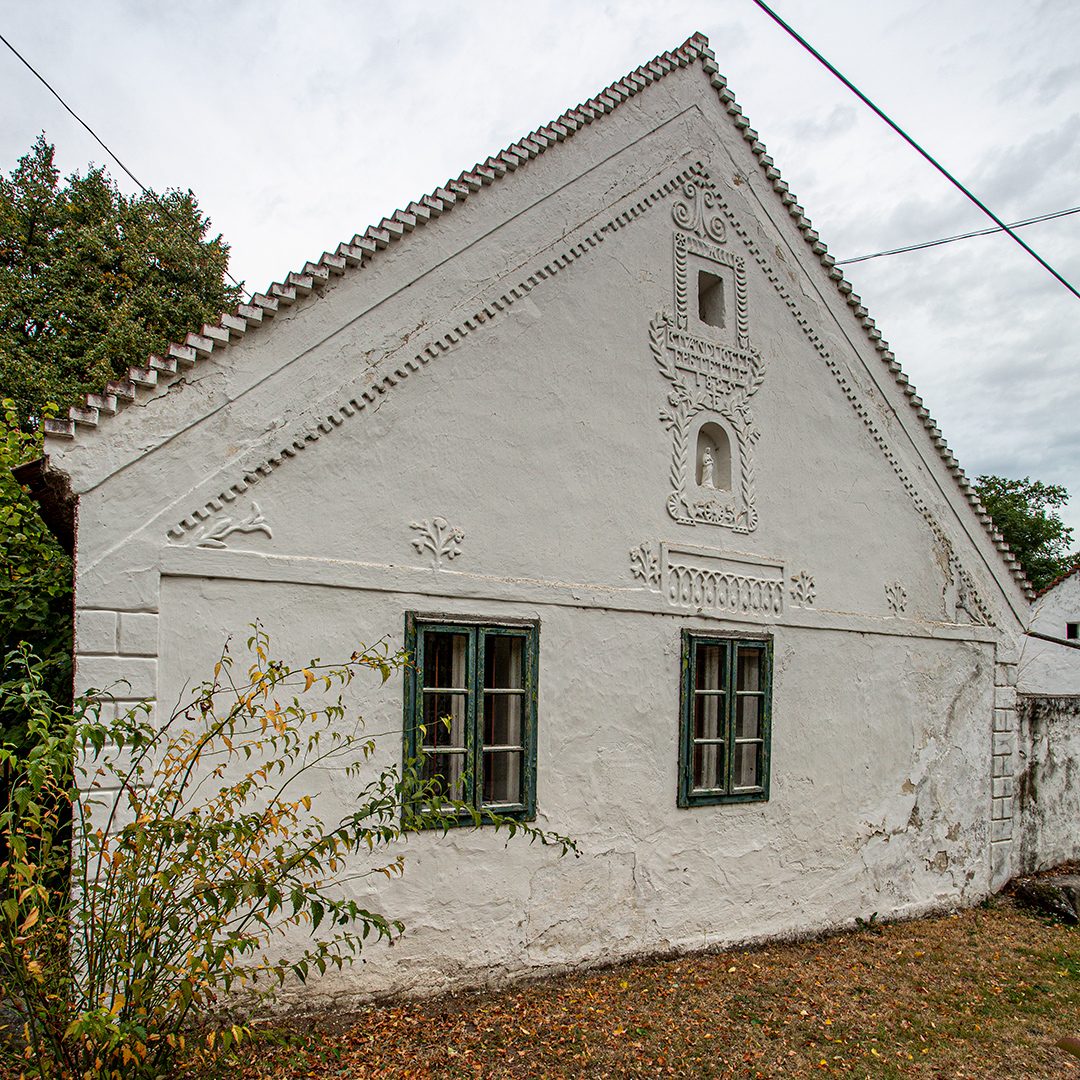
Vakolatdíszes népi lakóház Szentbékkállán.

A térségben fontos gazdálkodási ág volt az állattenyésztés: a hegyvidék erdeiben a disznótartás, a tóparti területeken inkább juhászat és bivalytartás. A pásztornemzetségek sajátos mesterségbeli tudása, természetismerete, művészien megmunkált tárgyai, valamint a betyárvilágával való kapcsolatai a geopark jellegzetes hagyományai közé tartoznak.
Fontos kulturális öröksége a geoparknak a paraszti kőépítkezés, amely a főként fa- és földfalakat használó Kárpát-medence népi építészetében szinte egyedülálló jelenség. A nemesi udvarházak homlokzatát idéző, boltíves tornácú bazalt- vagy mészkőépületekből, a jellegzetes kőbástyás kerítésekből helyenként egész utcák őrződtek meg, s láthatóak ma is a faluképek műemléki védelmének köszönhetően (Magyarpolány, Vöröstó, Szigliget stb.). Egyedülálló tájképi és építészeti értéket képviselnek a Balaton-felvidék egy vagy kétszintes, vakolatdíszes présház-pincéi, amelyek elsősorban formagazdagságukkal tűnnek ki a közép-európai történeti borvidékek ismert pincesorai közül. Hasonló szerep jut a tájban a bakonyi német telepes falvak határában állított népies barokk stílusú kőkereszteknek, kápolnáknak, szobroknak és a domboldalakon épített kálváriáknak is (utóbbira példák: Vöröstó, Barnag, Magyarpolány).
Említésre méltó a bányászati tevékenység öröksége is: a bányásztelepülések ma is őrzik a bányászmúlt hagyományait, számos emlékmű, emléktábla, jeles napokon való megemlékezés őrzi ennek emlékét. Az Ajkai Bányászati Múzeum pedig egy eredeti bányatelep és eszközeinek, gépeinek a megőrzésével és bemutatásával enged bepillantást a hajdan oly jelentős gazdasági tevékenység, a mélyművelésű bányászat világába.

## Geoturizmus

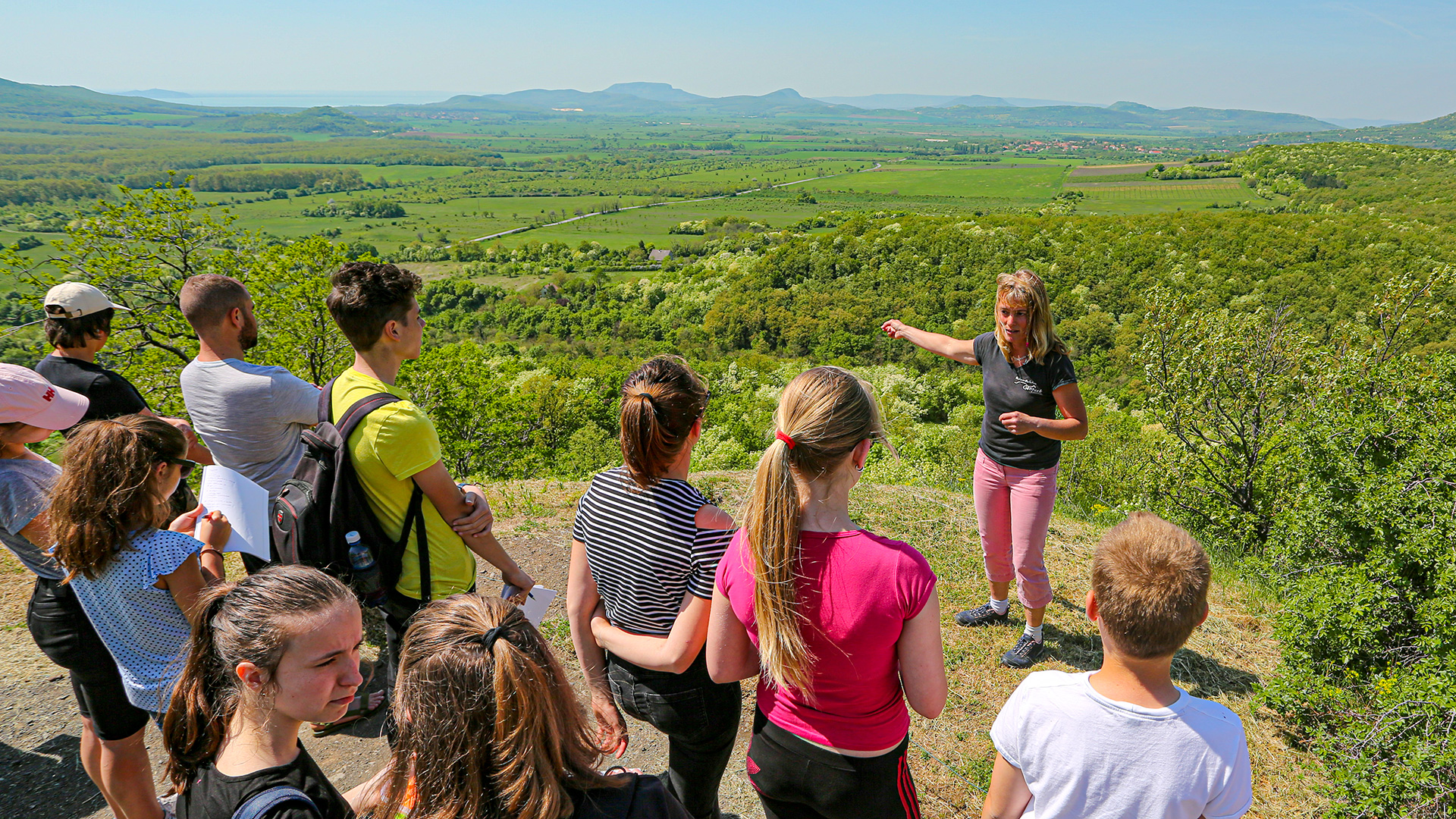
Geotúra a Hegyestű Geológiai Bemutatóhelyen (a képen Sárdy Julianna geotúra-vezető, a Balaton-felvidéki Nemzeti Park Igazgatóság munkatársa)

A Bakony–Balaton UNESCO Globális Geopark turisztikai kínálata igen széles körű, mivel az a földrajzi változatosság, ami életre hívta magát a geoparkot is, tetten érhető a geoturisztikai célpontok színes és bőséges választékában is. Ezek között megtalálhatóak a látogatók számára megnyitott – a geoparkot fenntartó Balaton-felvidéki Nemzeti Park Igazgatóság által üzemeltetett – barlangok, látogatóközpontok, bemutatóhelyek, tanösvények, illetve szakképzett geotúra-vezetők által szervezett geotúrák is. Fontos kiemelni, hogy a térség földtudományi sajátosságokban gyökeredző, egyedi és harmonikus tájkaraktere maga is európai szinten közkedvelt turisztikai célpont.
Kiemelt jelentőséggel bírnak a nagyközönség által látogatható barlangok (pl. a Tapolcai-tavasbarlang, a balatonfüredi Lóczy-barlang, a balatonedericsi Csodabogyós-barlang, a Szentgáli-kőlik), de nagyszámú érdeklődőt vonzanak a földtudományi vagy csillagászati témájú látogatóhelyek is (pl. a Hegyestűnél kialakított Hegyestű Geológiai Bemutatóhely, a Tihanyi-félszigeten a Belső-tó partján megépült Levendula Ház Látogatóközpont, a bakonybéli Pannon Csillagda). A geopark területén számos olyan tematikus tanösvény is található, amely egy kisebb terület, tájrész földtudományi érdekességeit mutatja be. Ezek közül kiemelhetőek a térség vulkanizmusát bemutató tanösvények: a „Tűz útja” tanösvény – mely a Káli-medence vulkanikus hegyein át kanyarog a monoszlói Hegyestűtől a mindszentkállai Kopasz-hegyig –, a badacsonyi „Tűzgyűrű” tanösvény és a Szent György-hegyi „Bazaltorgonák” tanösvény. E három tanösvény tábláin QR-kódok segítségével további ismeretterjesztő tartalom (pl. vulkánkitörések videói) is elérhető. További említésre méltó, (részben) földtudományi tematikájú tanösvények a geoparkban pl. az alsóörsi Vöröskő tanösvény, a csabrendeki „Kőkatlan” tanösvény, a szigligeti Kamon-kő tanösvény, a Boroszlán tanösvény Bakonybél közelében, az Aknabarlangok tanösvény (Tési-fennsík keleti része), a Csengő-bongó tanösvény (Tési-fennsík nyugati része), a Bazaltkarszt-tanösvény (Kab-hegy), a Forrás-hegyi tanösvény (Felsőörs) és a Vulkán tanösvény (Mencshely, Halom-hegy). A tanösvények többsége kétnyelvű (magyar, angol), és a táblák – összhangban a geoparkokra jellemző holisztikus szemlélettel – ismertetik az útvonalon látható élő természeti értékeket és a kultúrtörténeti örökséget is.
A geopark kiemelt célja a különböző ismeretterjesztő geoturisztikai programok beindítása. E cél elérése érdekében hirdeti meg a geopark szervezete a nyílt geotúra-vezető képzéseket: a sikeres vizsgát követően a résztvevők egy része – külön együttműködési megállapodás aláírását követően – hivatalos Bakony–Balaton Geopark Partnerként geotúrákat vezetnek. Ezek népszerűsége – mind a képzéseken, mind a geotúrákon résztvevők számát tekintve – töretlenül növekszik.

## Oktatás, ismeretterjesztés

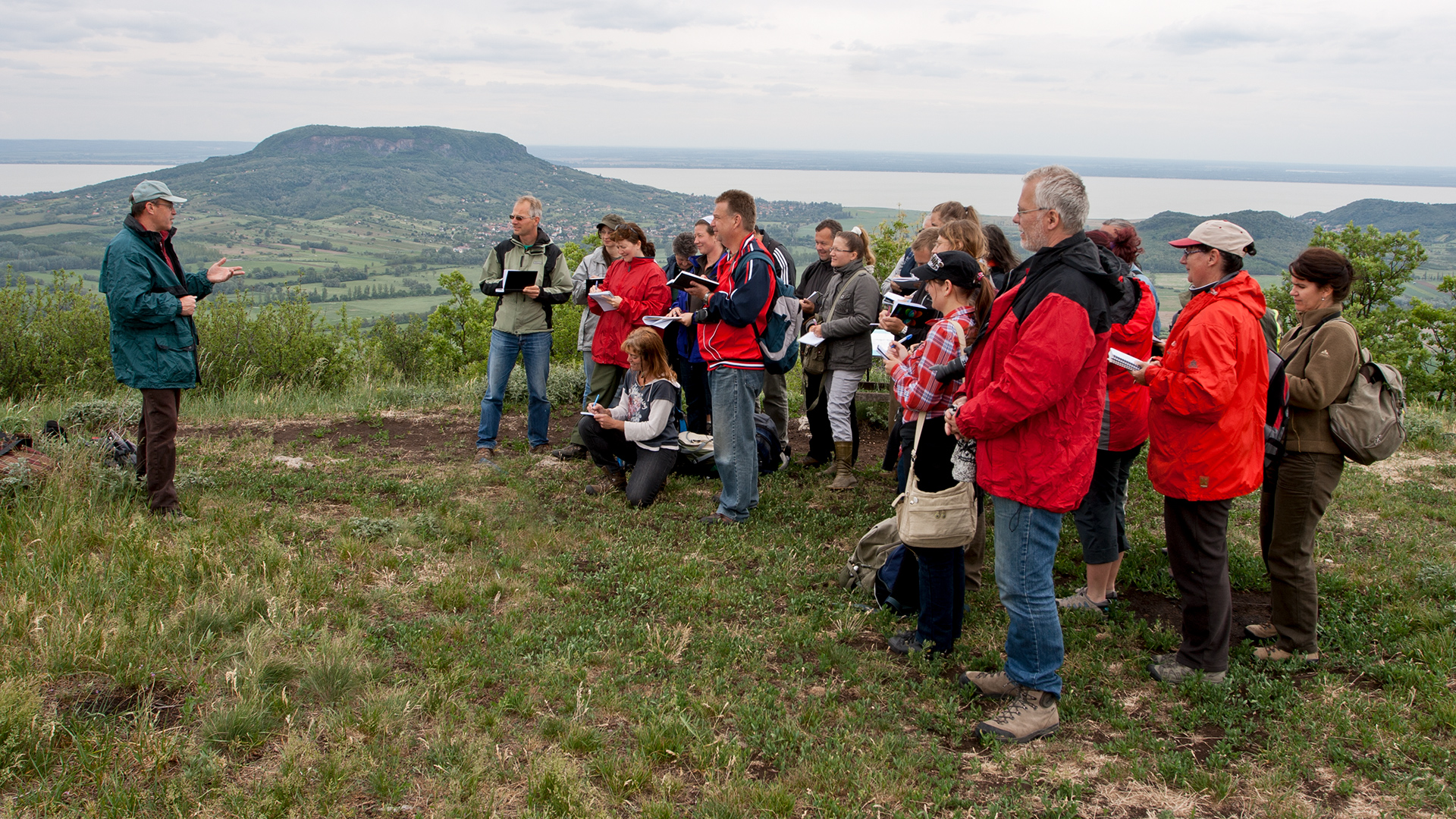
Geotúra-vezetők terepi oktatása a Szent György-hegyen (a képen balra Futó János geológus, a tanfolyamok egyik meghatározó előadója)

A Bakony–Balaton UNESCO Globális Geopark legjelentősebb oktatási tevékenysége a nyílt geotúra-vezető képzések sorozata: tizenkét, a geopark teljes területét lefedő geoturisztikai térség – Magas-Bakony, a Balaton-felvidék keleti és nyugati része, a Káli- és a Tapolcai-medence, a Bakonyalja, a Keszthelyi-hegység, a Keleti-Bakony, a Déli-Bakony keleti és nyugati térségének, a Művészetek völgyének, illetve Sümeg térségének – gazdag földtudományi, élő természeti és kultúrtörténeti örökségét ismerhetik meg a résztvevők (az oktatási tematika tehát hűen tükrözi a geoparkok holisztikus szemléletét). 2022-ig – az addig megtartott 14 tanfolyamon – 213 fő szerzett 385 oklevelet (ez tehát azt jelenti, hogy számos esetben adott személy több tanfolyamot is elvégzett). Maga a képzés a geoparkok általánosan deklarált céljainak megfelelően turisztikai és oktatási, ismeretterjesztő tevékenység is egyben. A geotúra-vezetői tanfolyamok túlnyomó többsége a geoparkot irányító Balaton-felvidéki Nemzeti Park Igazgatóság és hivatalos geopark partnere, a Bakonyalja Barátai Egyesület társszervezésében valósult meg.
Fontos oktatási tevékenységet folytat a geopark elsősorban általános és középiskolásoknak szervezett egynapos ismeretterjesztő előadások, tematikus geofoglalkozások formájában (kültéri földrajzórák, jeles napokon előadások oktatási intézményekben, esetenként nyári táborok stb.). A Bakony–Balaton Geopark rendszeresen bemutatkozik közösségi eseményeken, fesztiválokon is (Művészetek Völgye, Földtudományos forgatag, DinoExpo stb.).

## Fotók

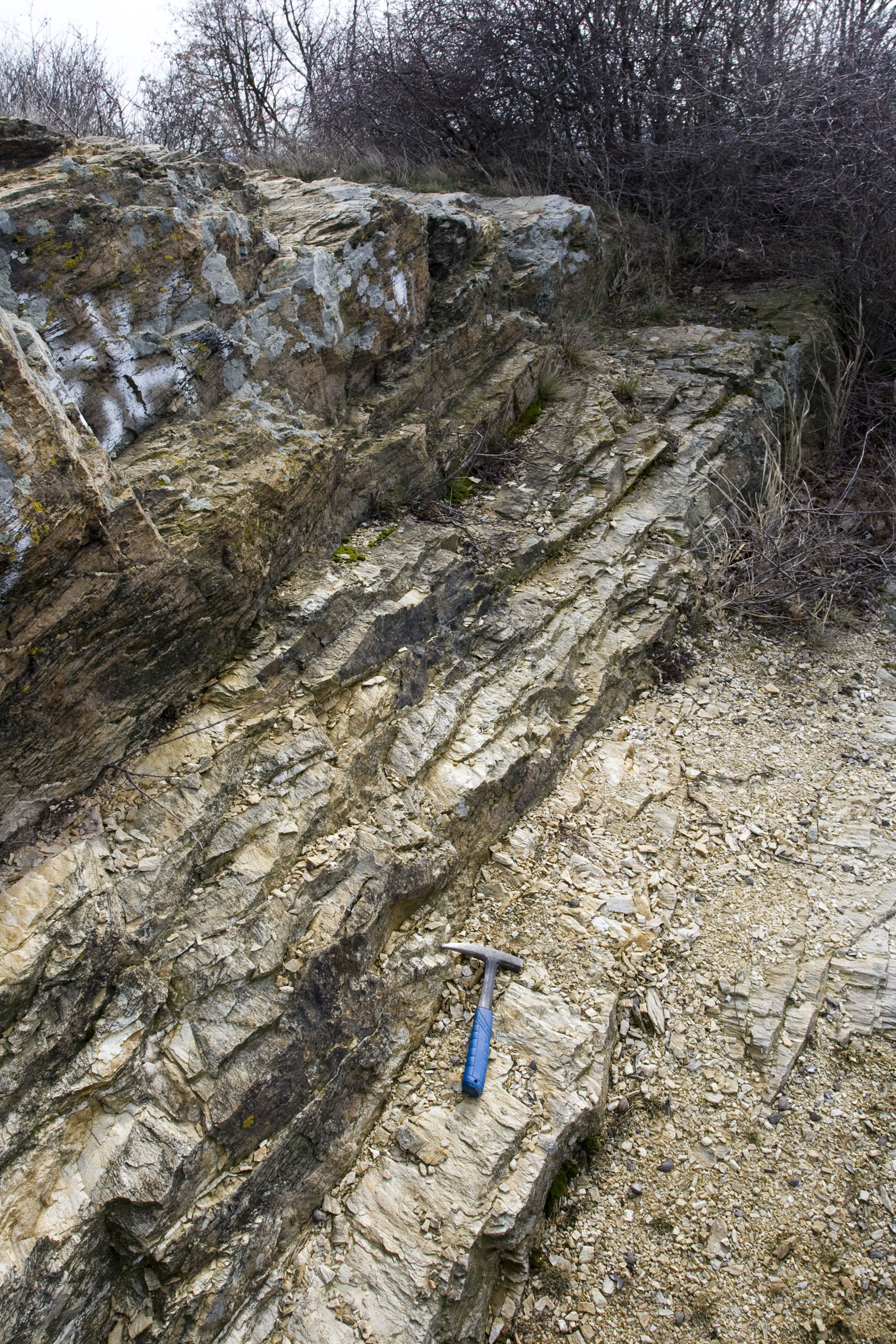
A Balatonfőkajári Kvarcfillit feltárása a Somlyó-hegyen.
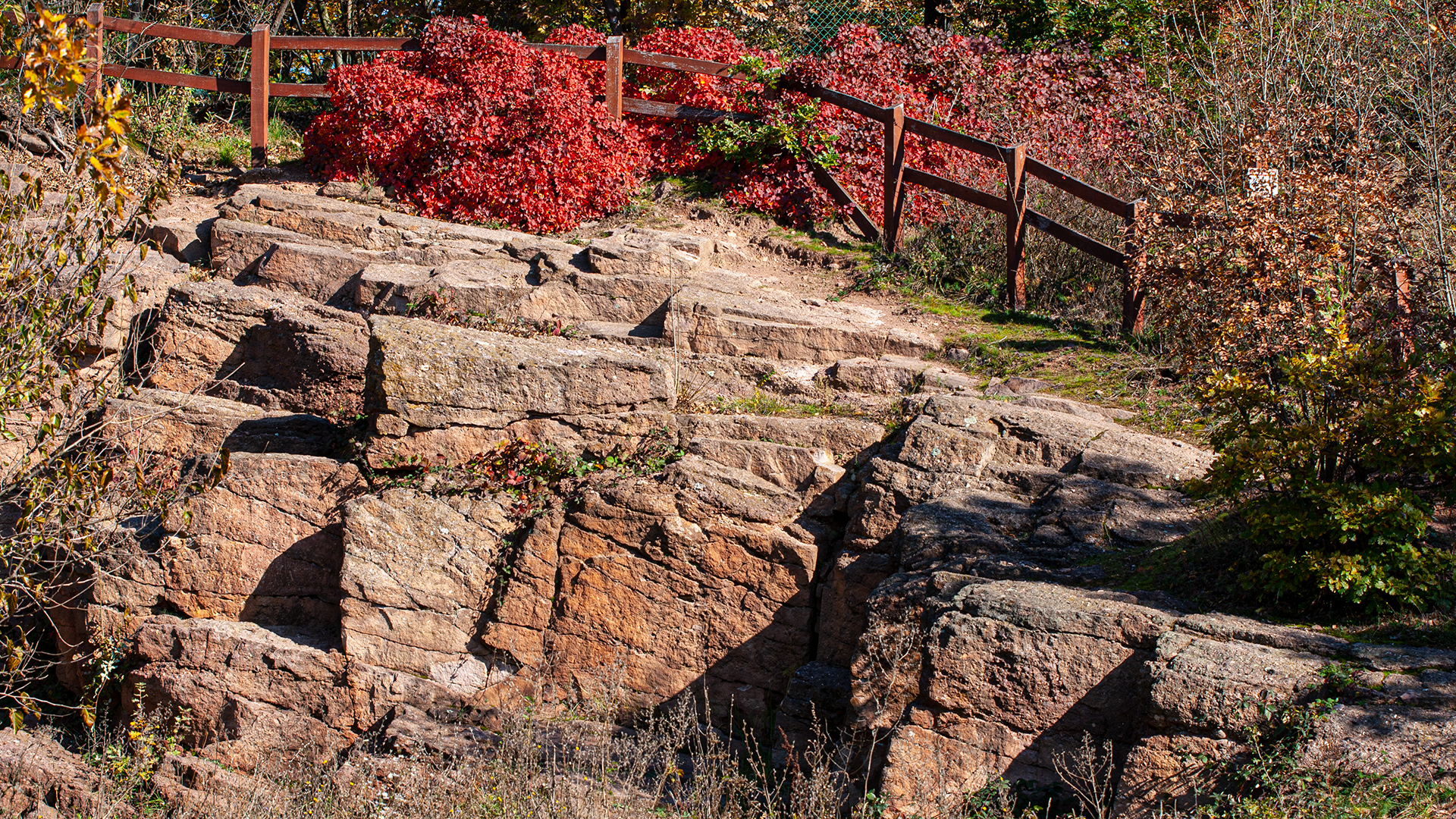
A permi időszaki Balaton-felvidéki Homokkő feltárása (egyben földtani alapszelvénye) a Köcsi-tó melletti felhagyott kőfejtőben (Balatonalmádi-Káptalanfüred).
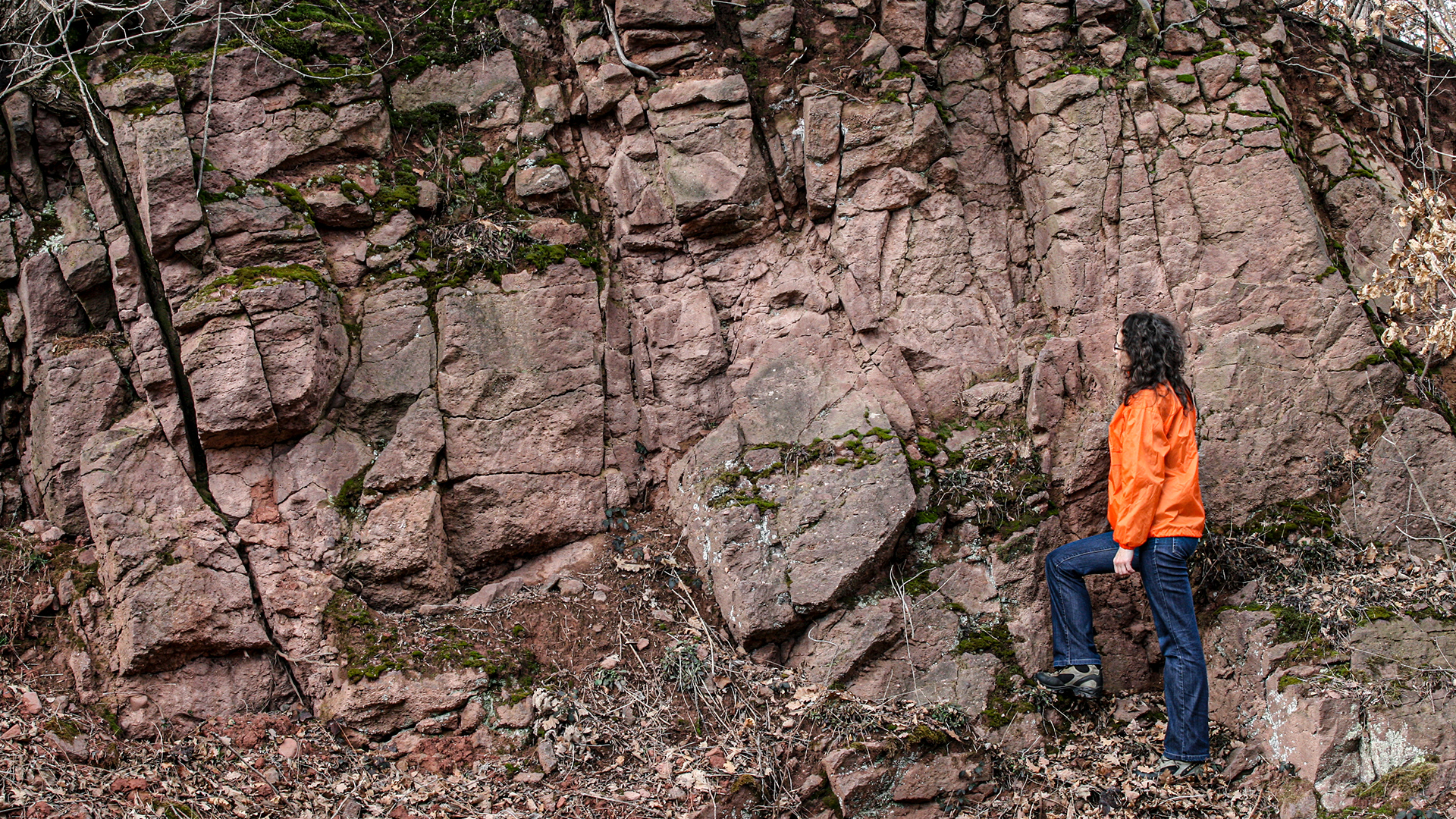
Alsóörs, a Vöröskő tanösvény egyik állomásánál (Balaton-felvidéki Homokkő)
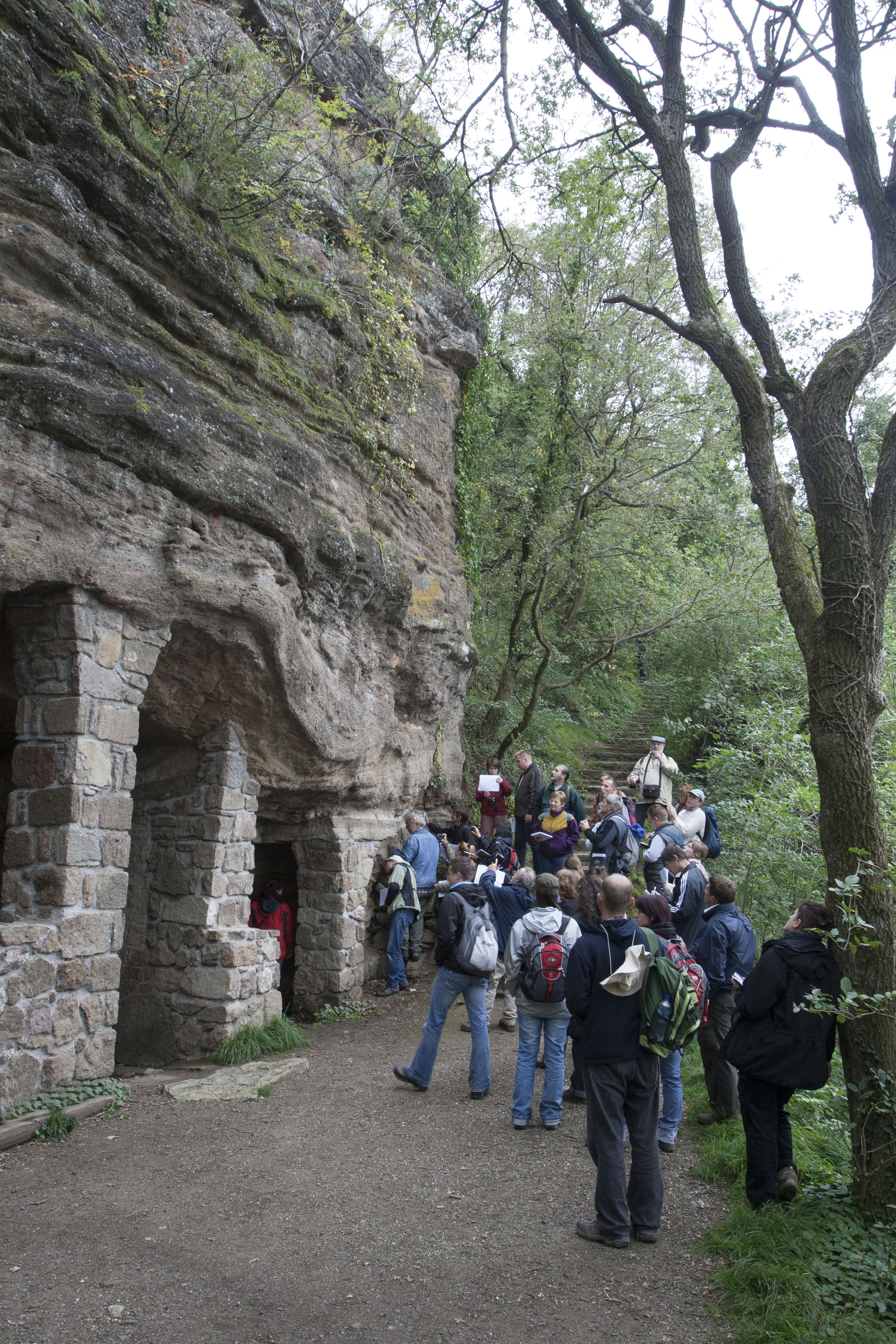
Tihany, a Barátlakások bazalt poriklasztit rétegsora.
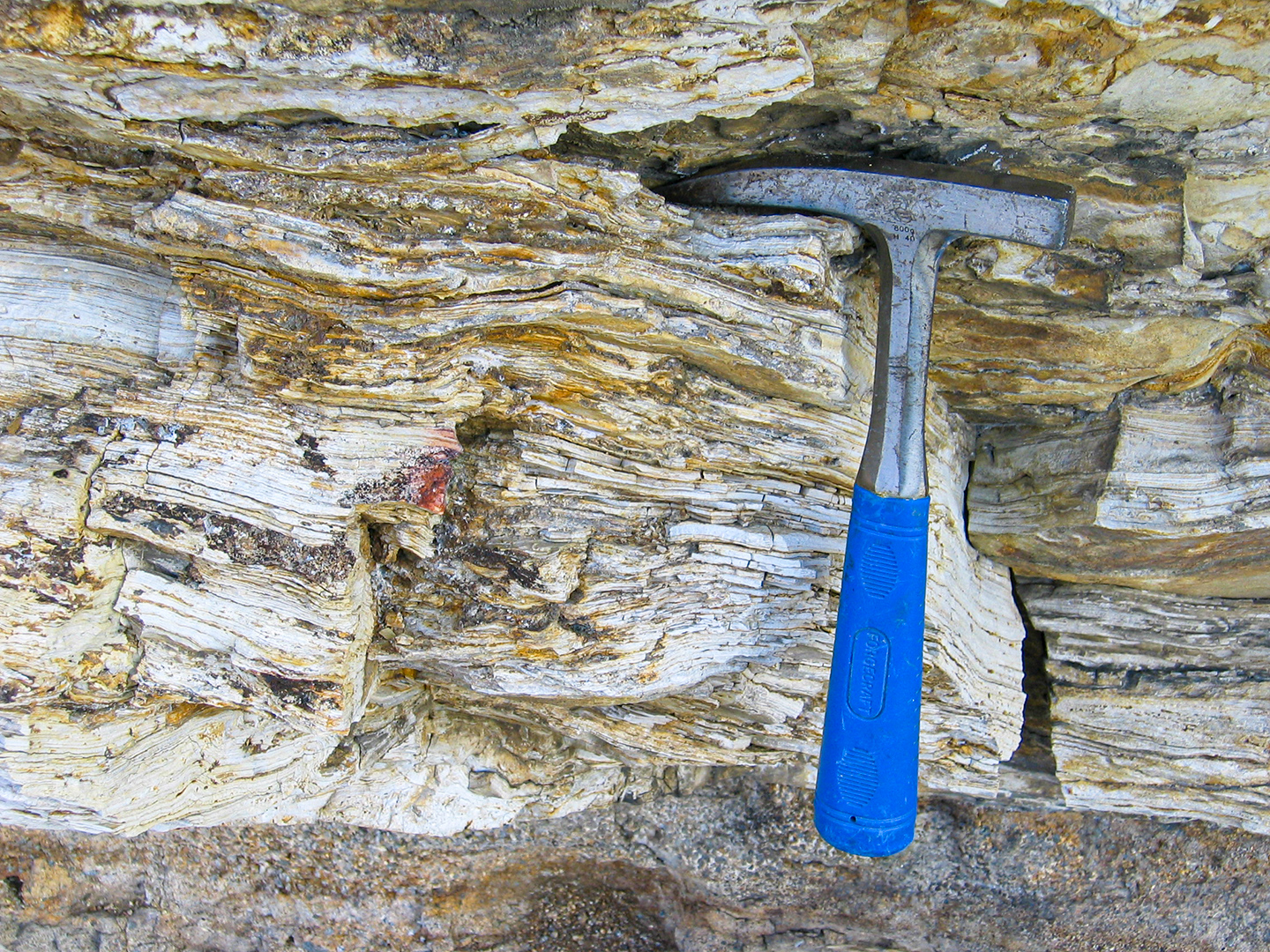
Vékonylemezes, tavi kovás mészkő és hidrokvarcit rétegsor a tihanyi Nyereg-hegyen
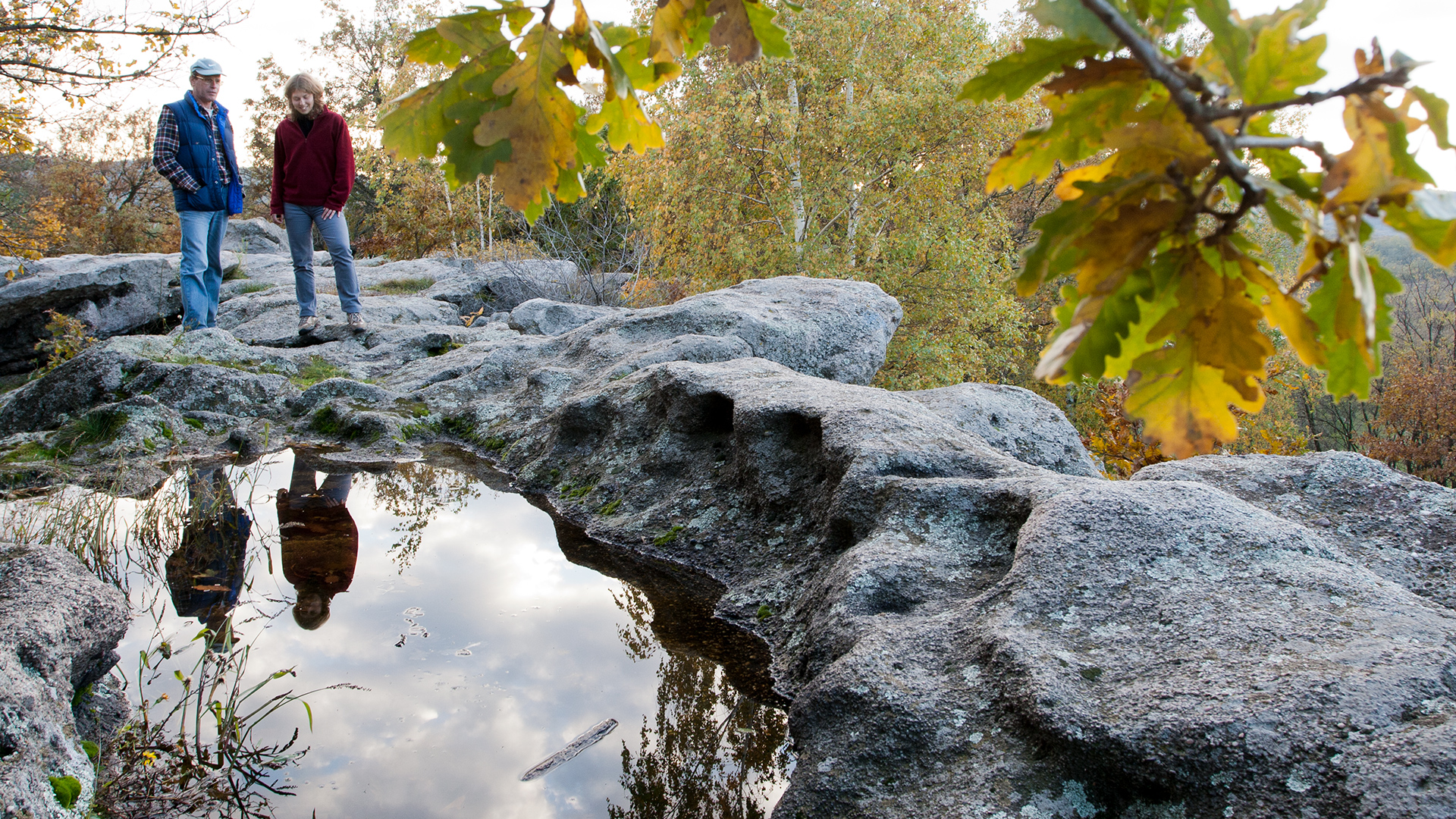
A Szentbékkállai-kőtenger egyik nagy méretű madáritatója.
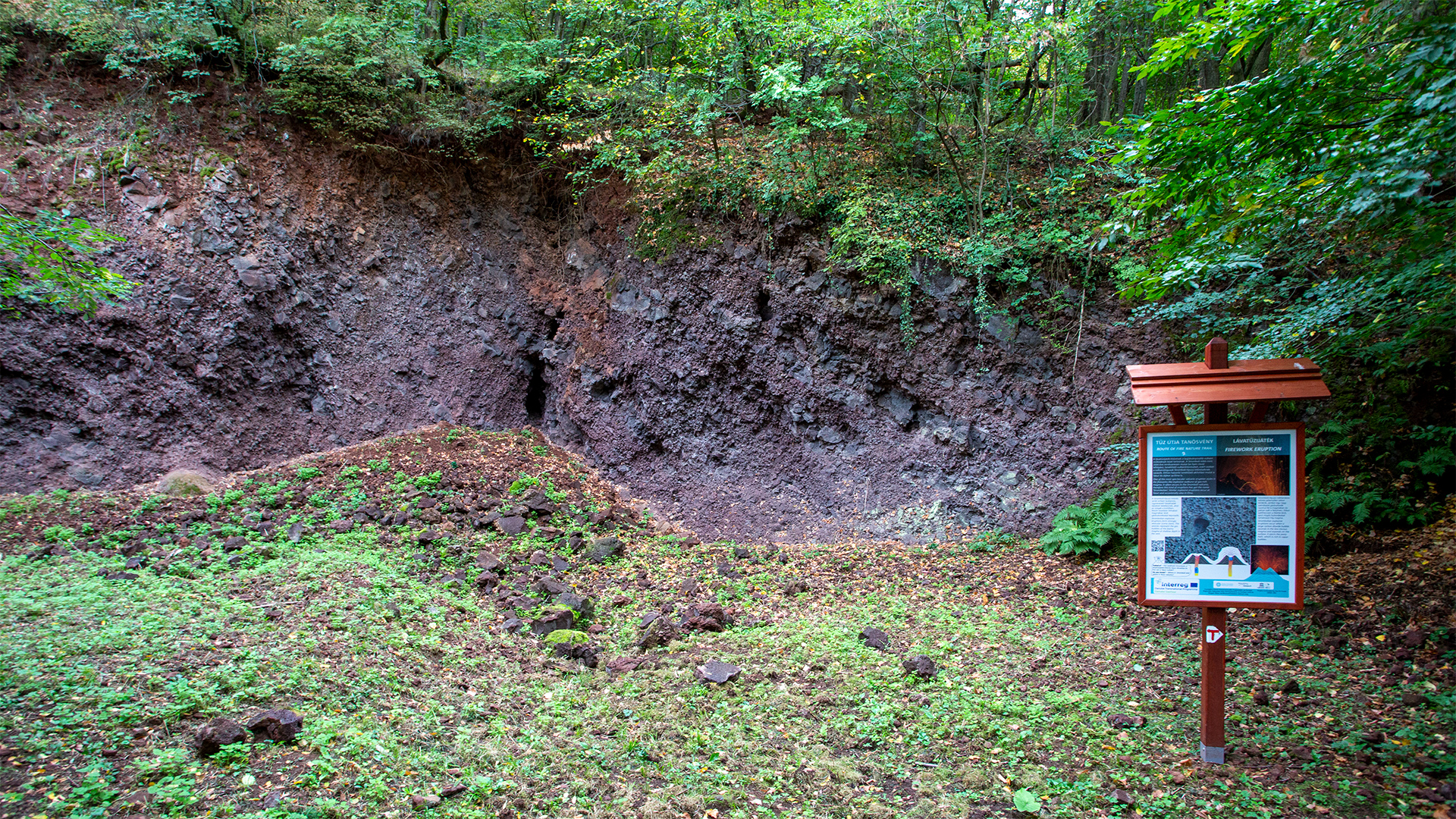
A Boncsos-tető alatti felhagyott kőfejtő, a vulkáni örökséget bemutató Tűz útja tanösvény egyik állomása.
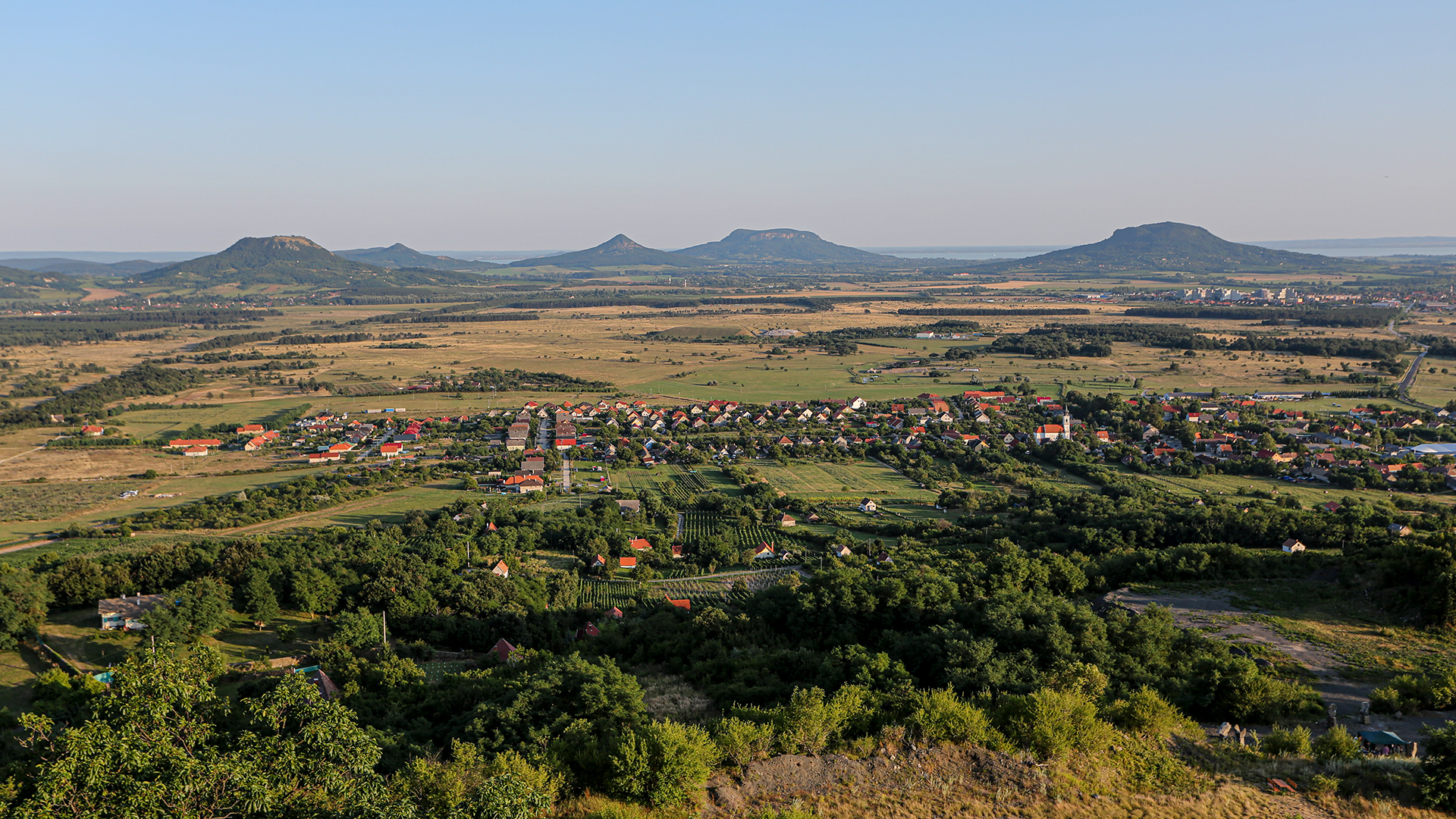
A Bakony–Balaton UNESCO Geopark egyik legemblematikusabb tája: a Tapolcai-medence pliocén bazaltvulkánjai (tanúhegyei) a Halápról.
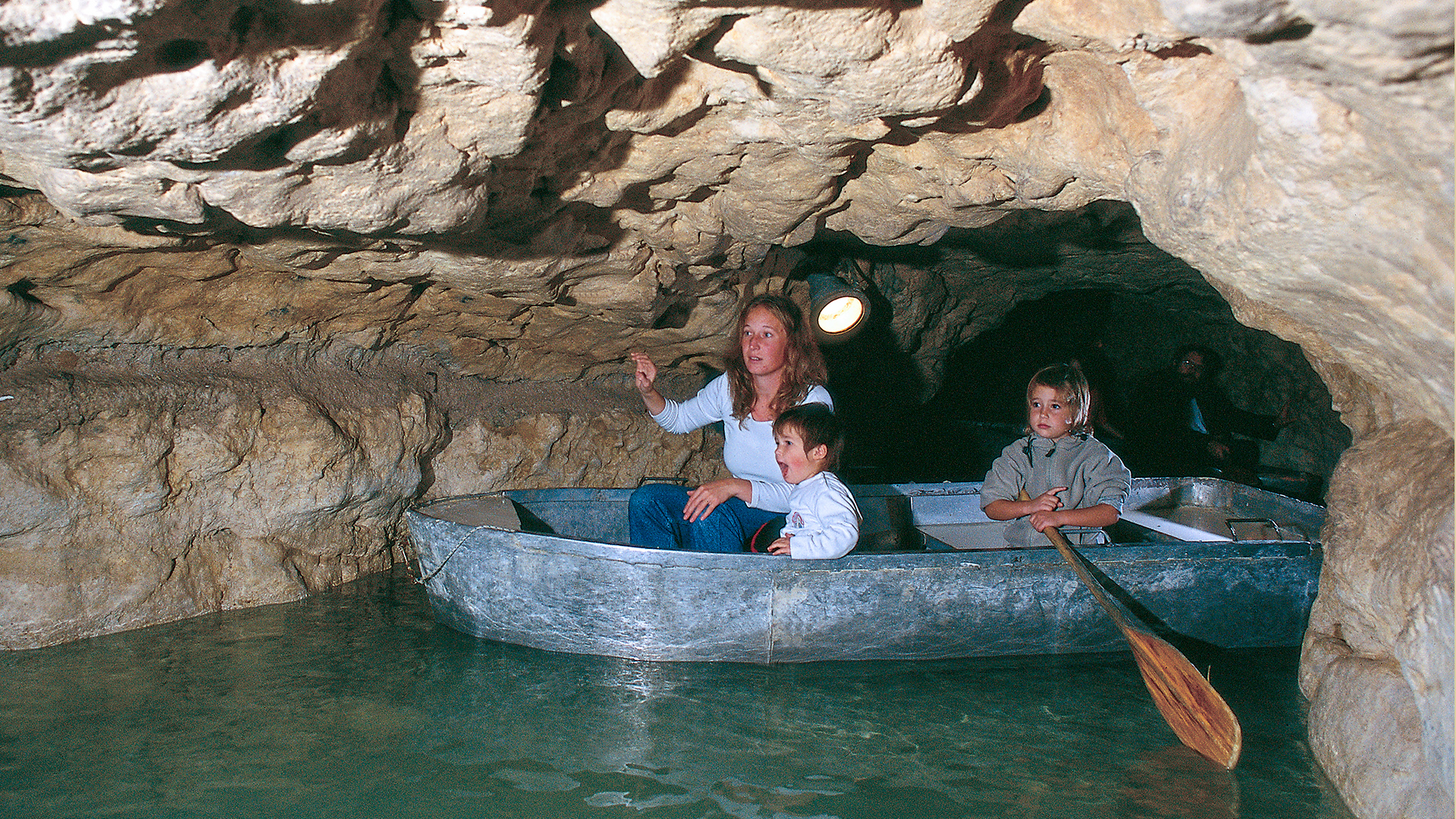
A Tapolcai-tavasbarlang csónakázós szakasza.
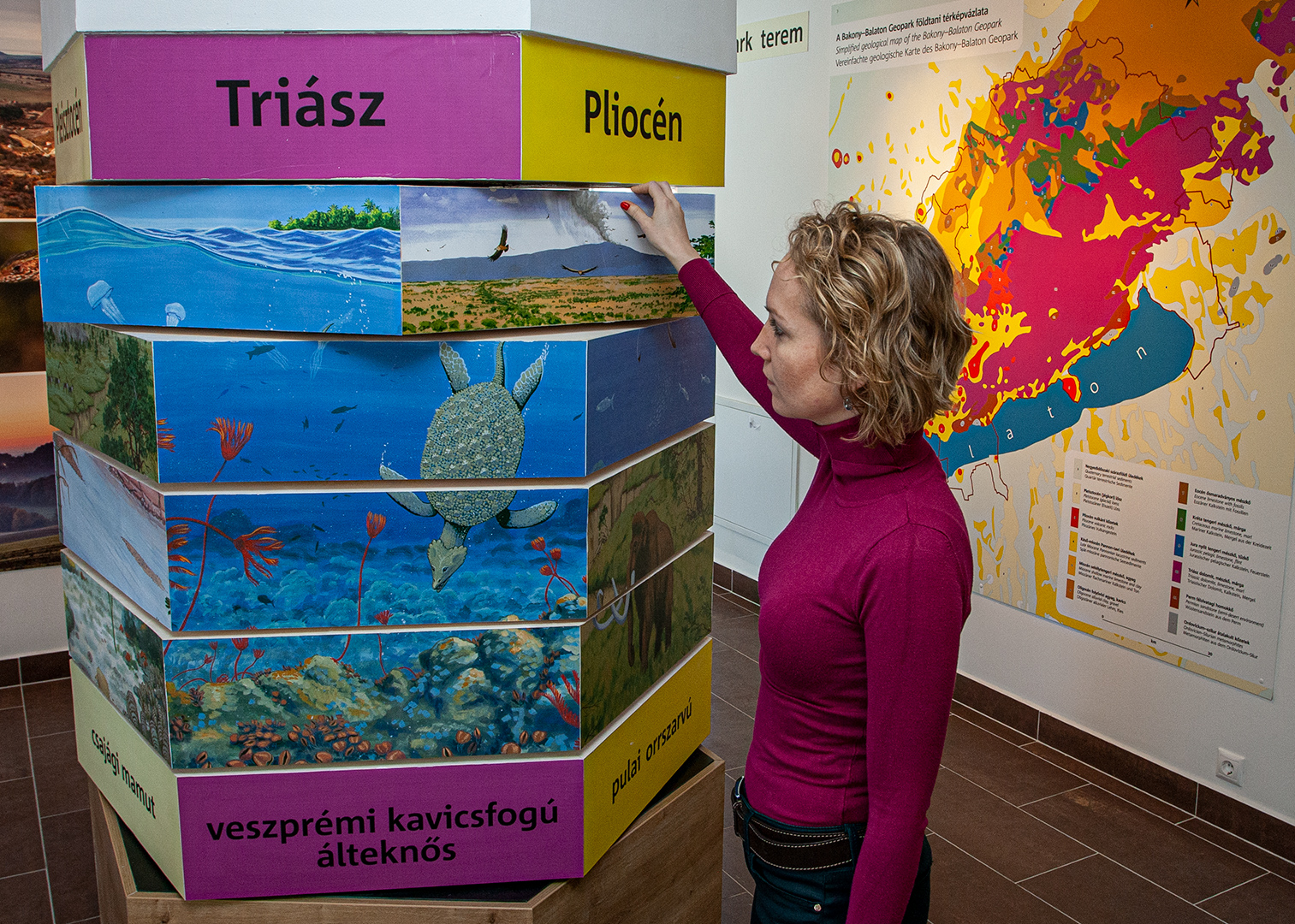
Tapolcai-tavasbarlang Látogatóközpont (a Bakony–Balaton Geopark nyugati kapuja), geopark terem.
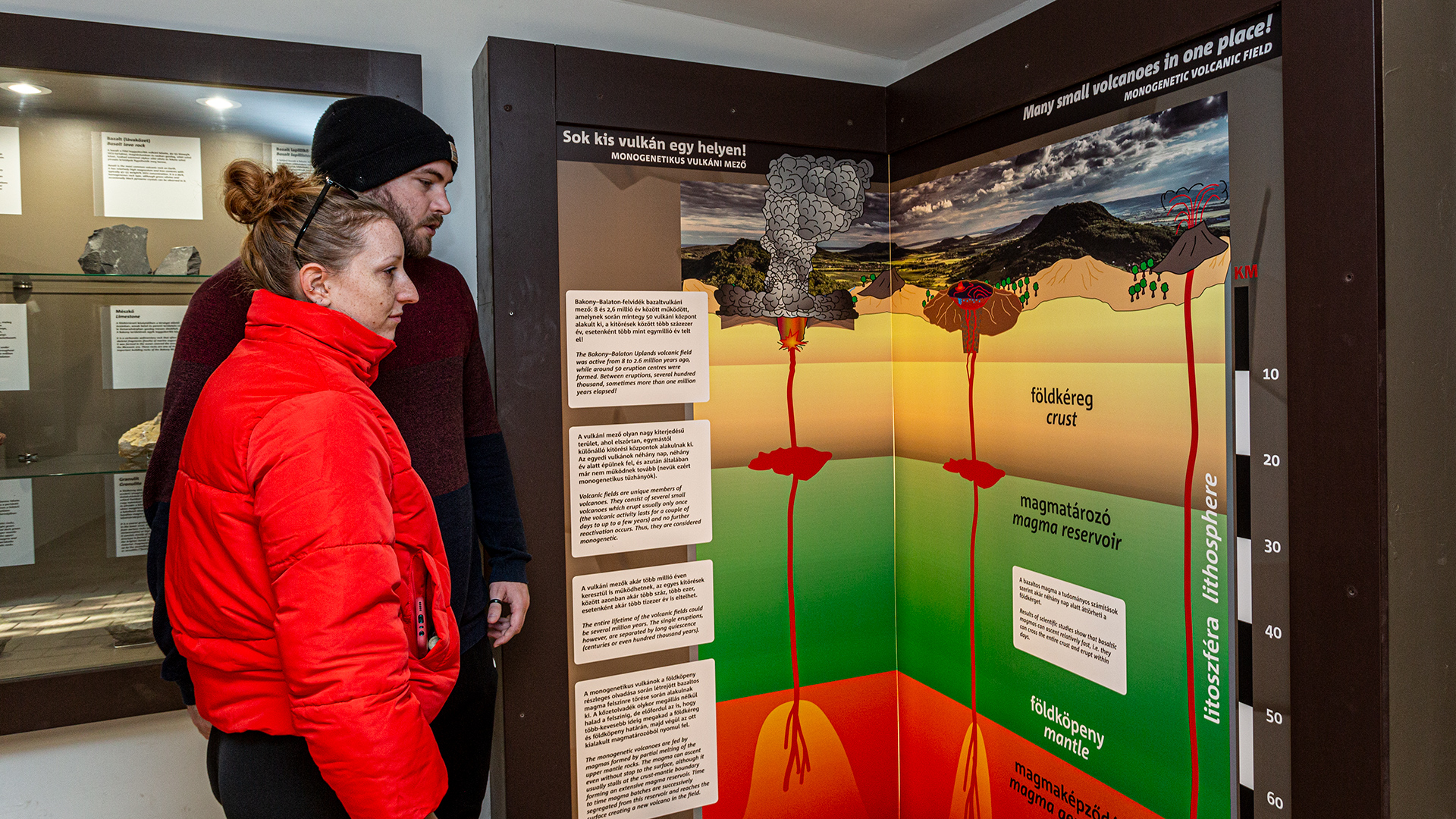
A Hegyestű Geológiai Bemutatóhely vulkanológiai témájú, interaktív kiállításának részlete.
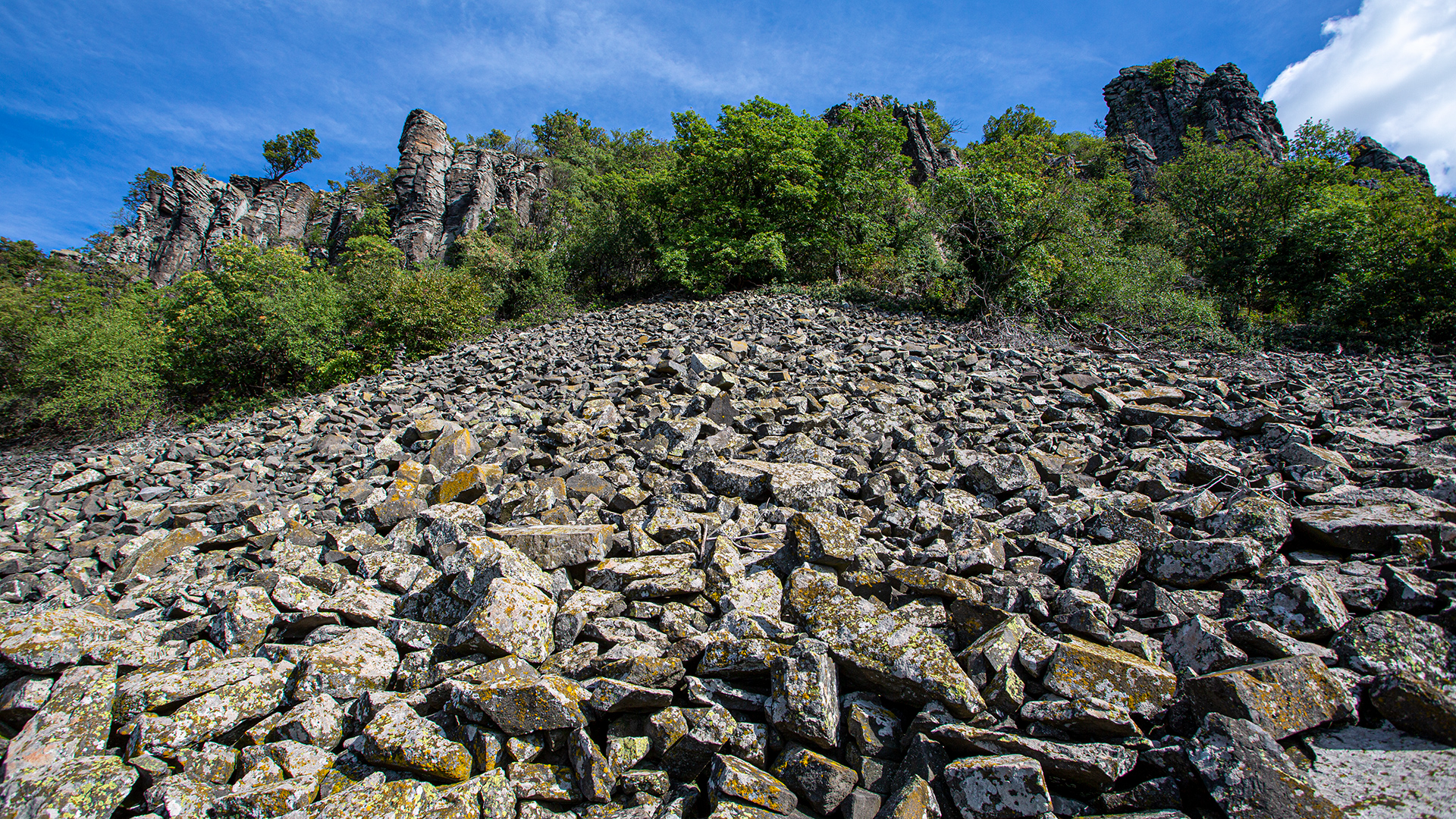
Bazalt törmeléklejtő és kőtornyok a Badacsony nyugati oldalán
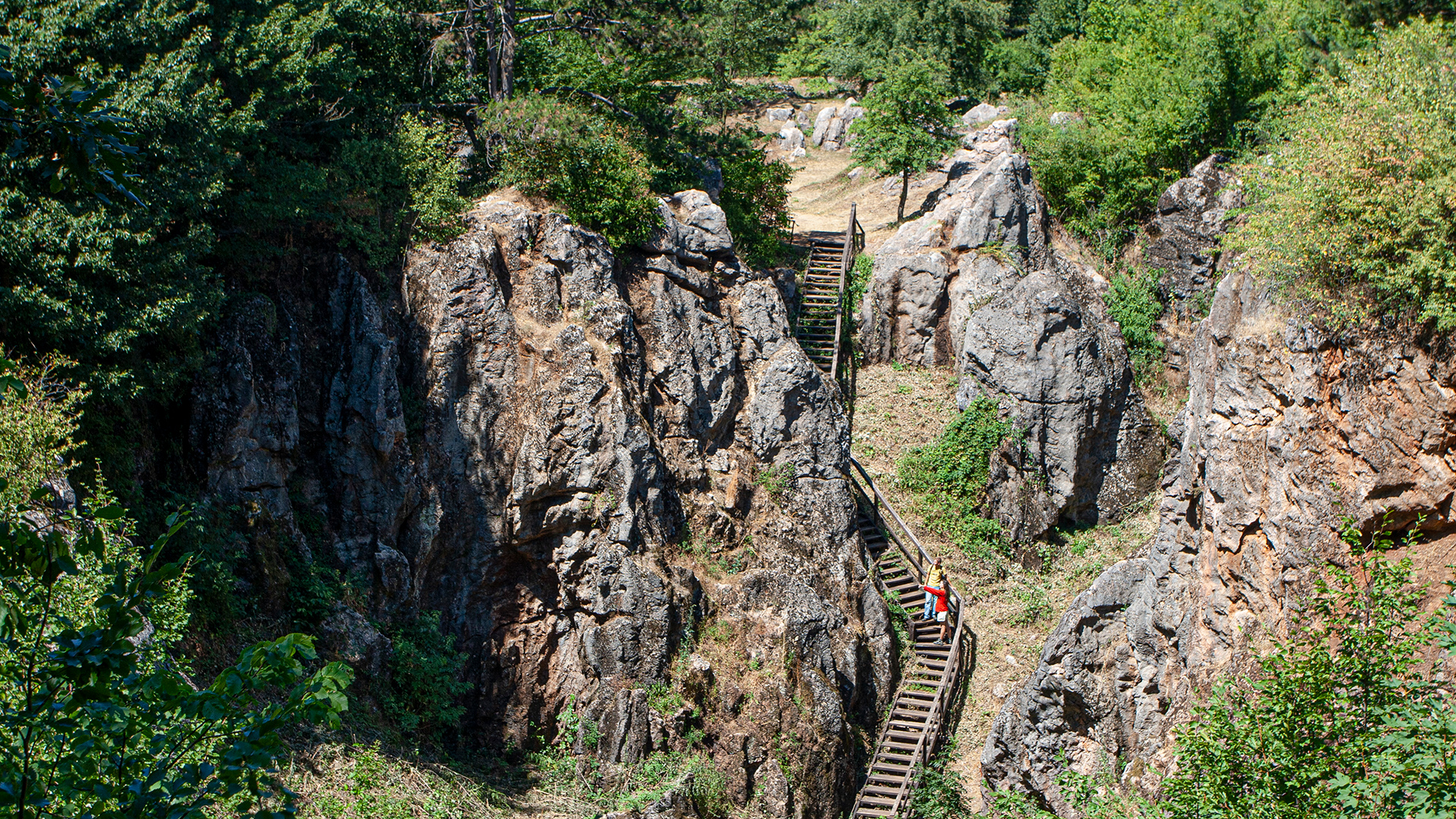
Úrkúti-őskarszt természetvédelmi terület.
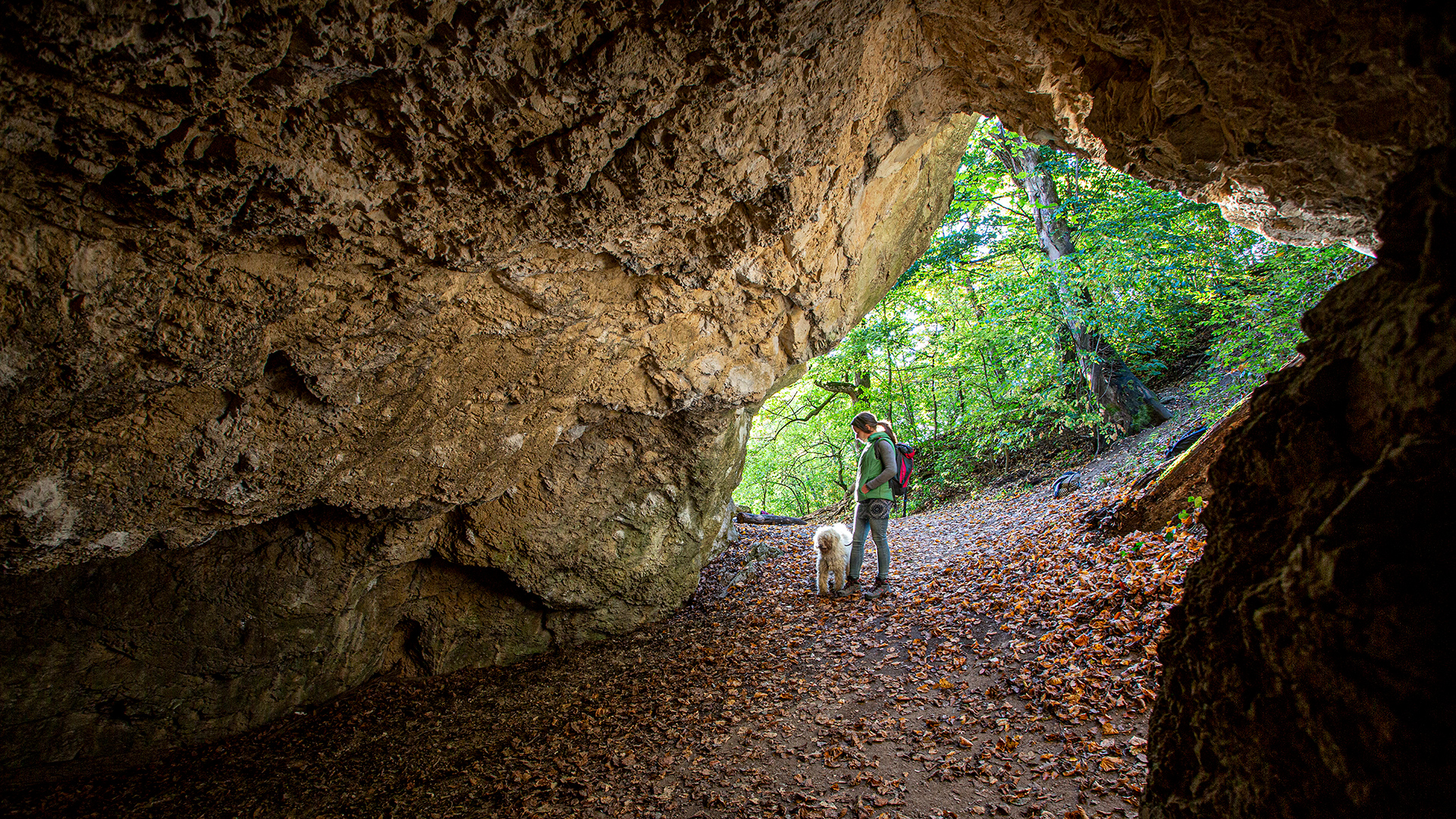
A fokozottan védett Odvas-kői-barlang bejárata.
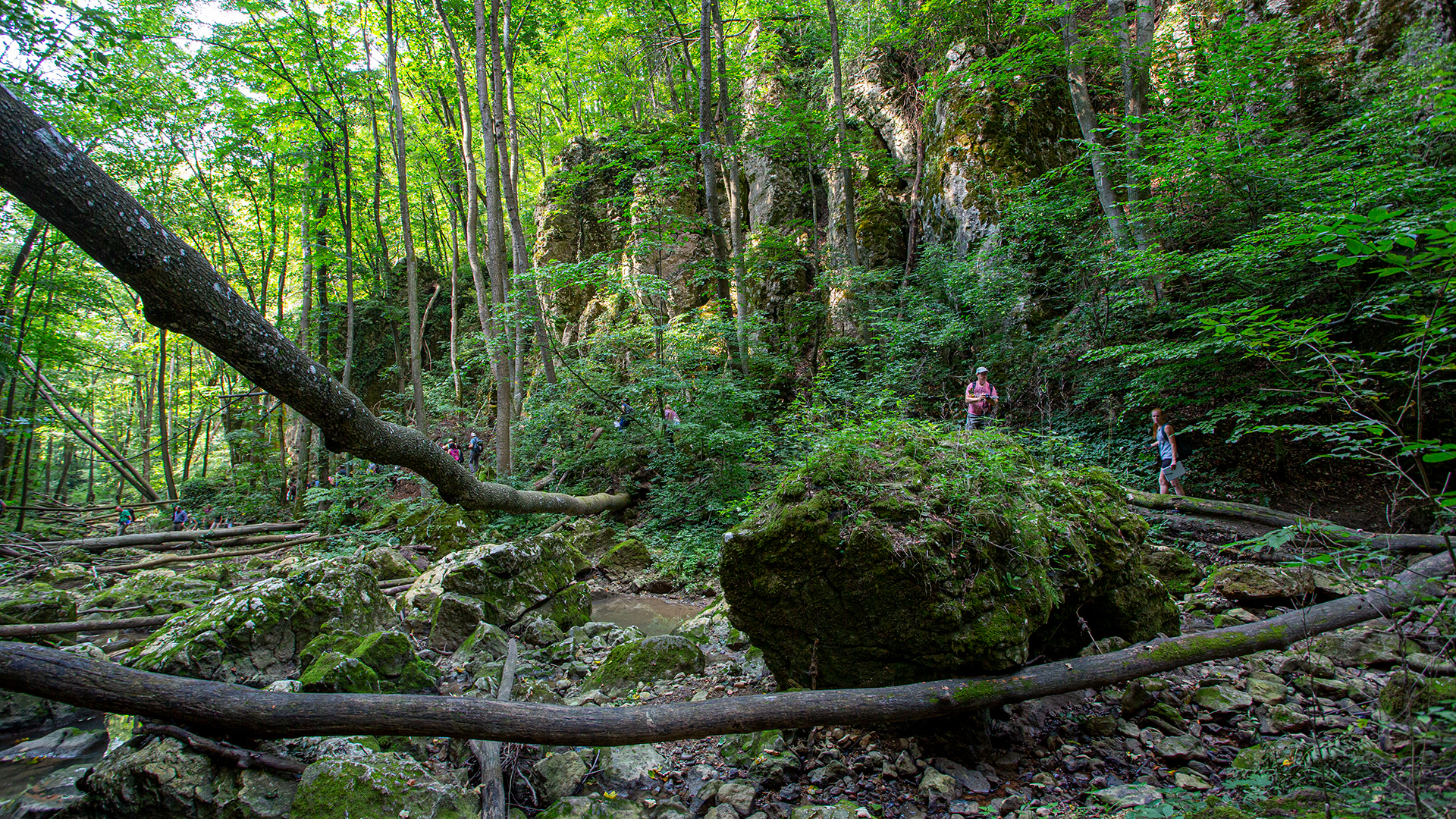
A Kerteskői-szurdok Pénzesgyőr közelében.
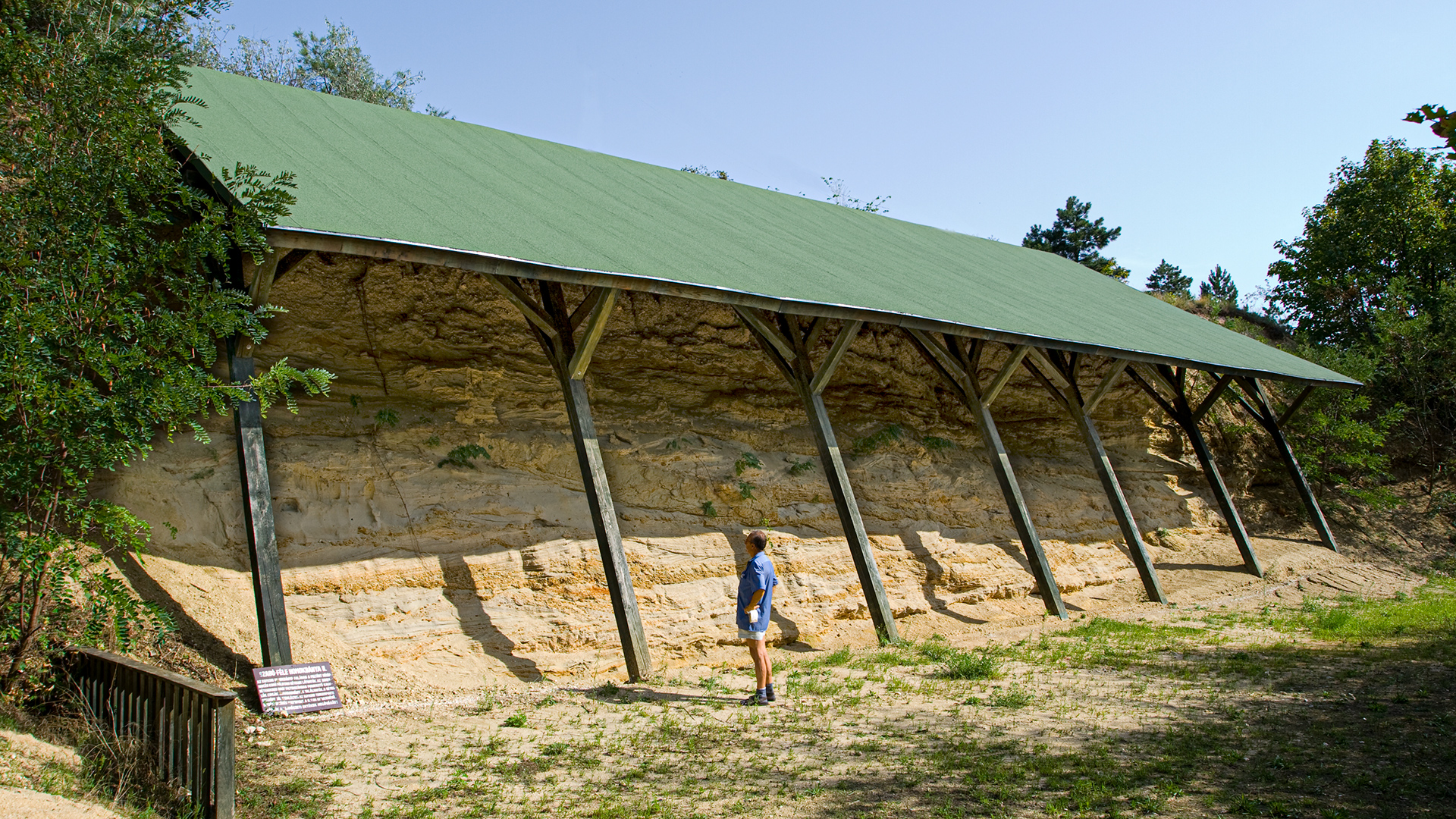
Vápalotai homokbánya természetvédelmi terület.
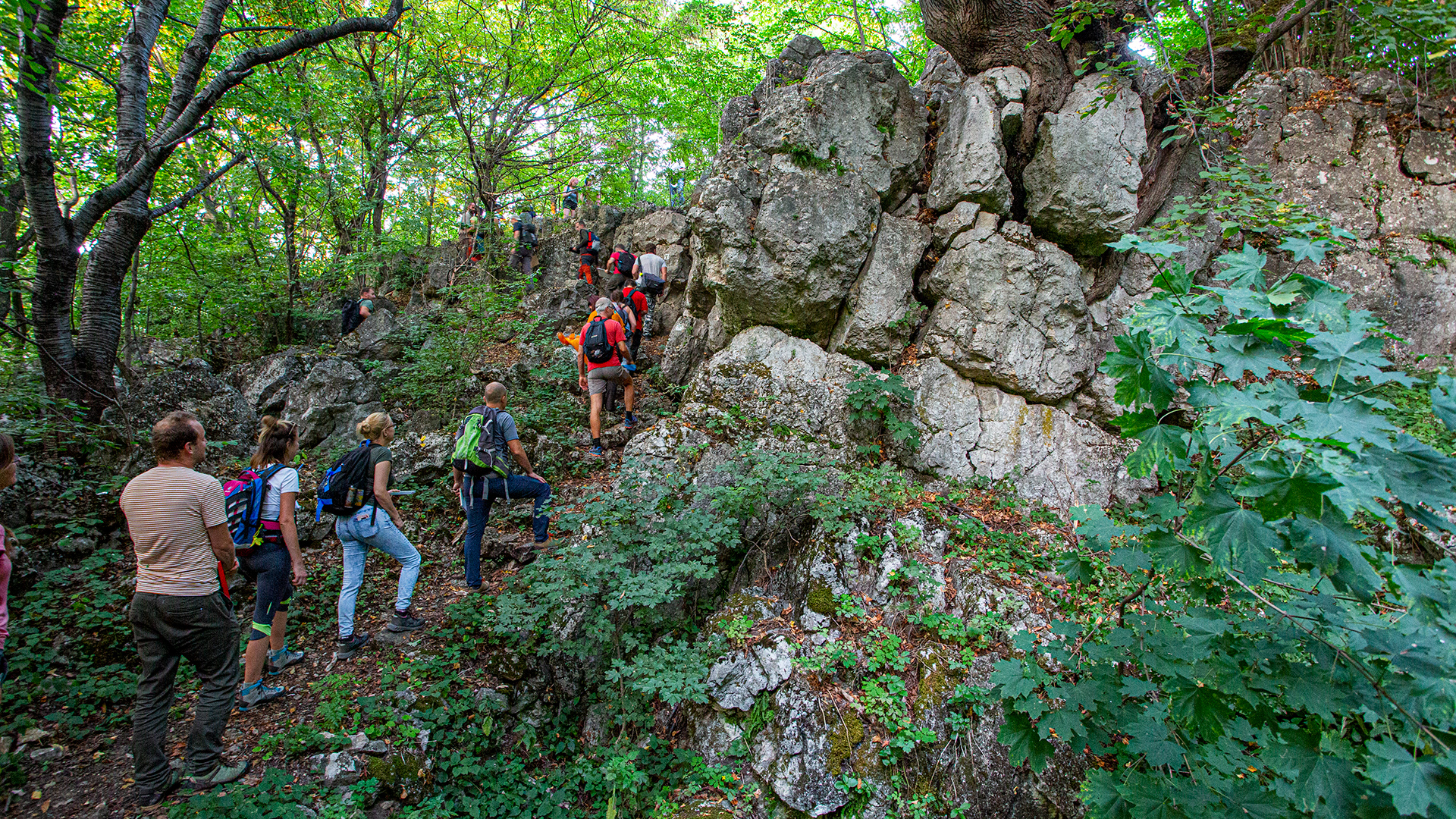
Eperjes-hegy, Olaszfalu (földtani alapszelvény).
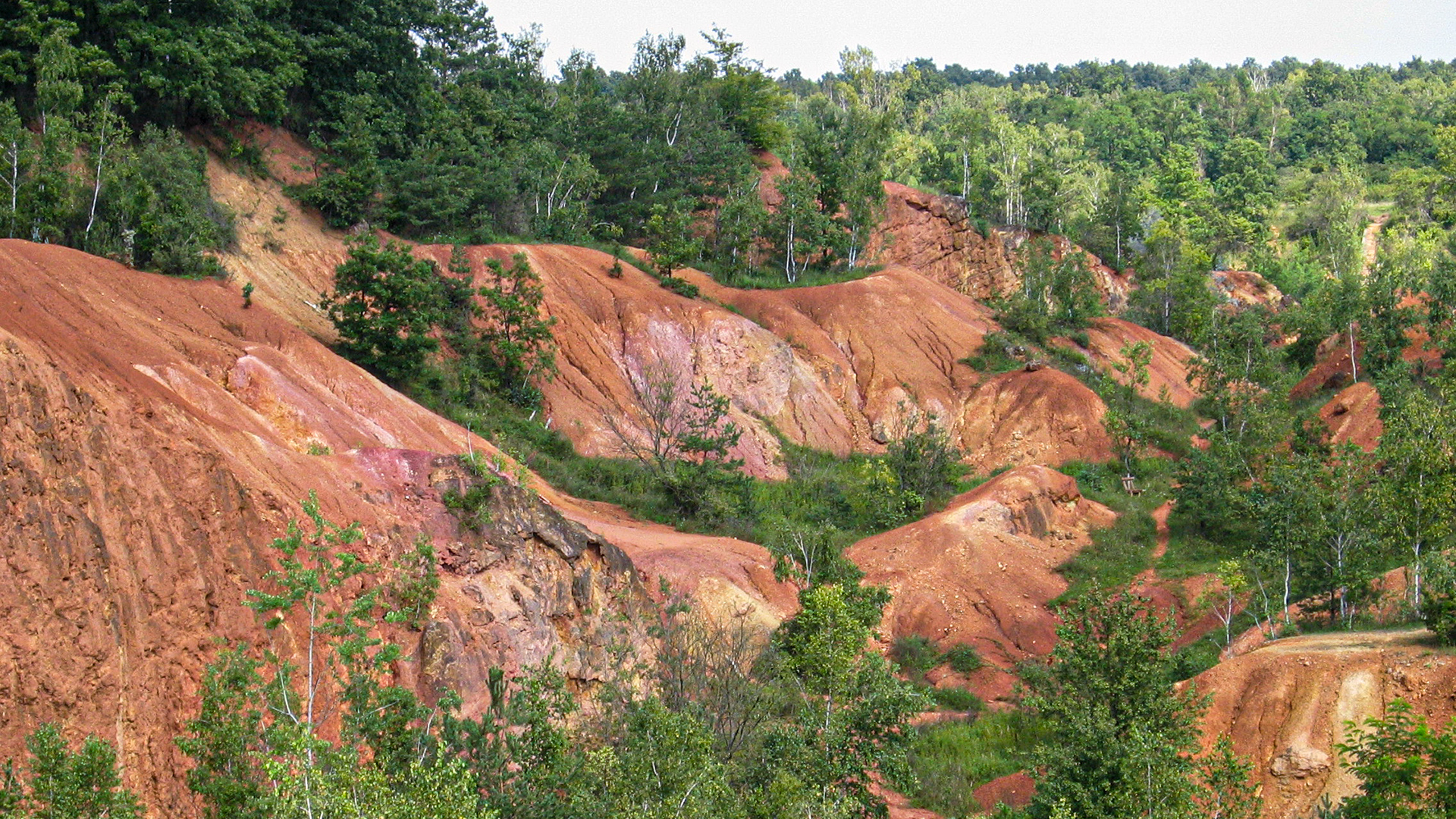
Darvas-tó lefejtett bauxitlencse természetvédelmi terület.
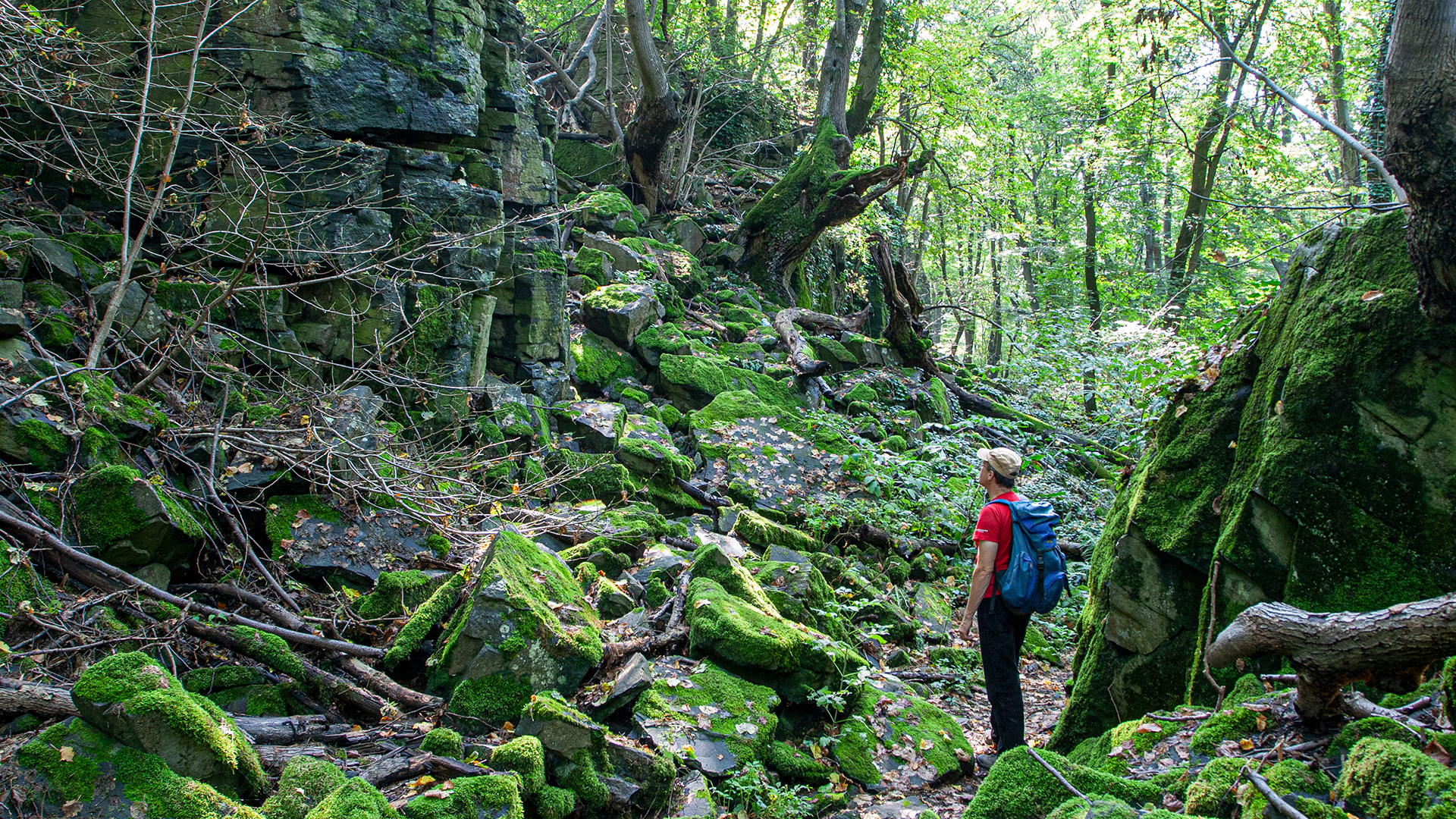
Bazalt utca, Kovácsi-hegy (a Keszthelyi-hegység északi része).
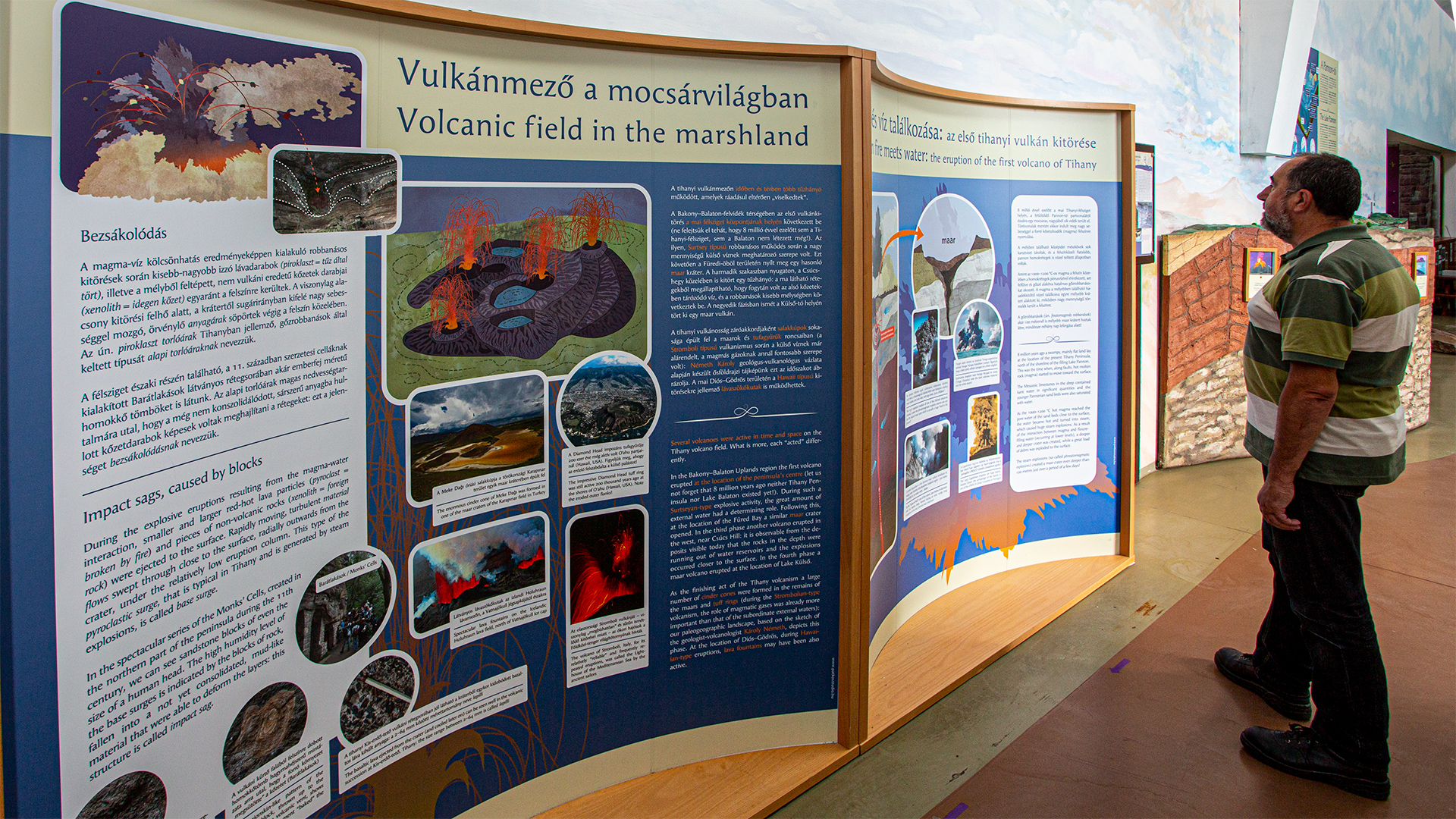
A tihanyi Levendula Ház Látogatóközpont (a Bakony–Balaton Geopark keleti kapuja) kiállításának részlete.